# Flotila austro-ungară de Dunăre (1916-1918)
Flotila austro-ungară de Dunăre  (în germană K.u.K. Donauflottille) a fost o flotilă militară a Imperiului Austro-Ungar care  a operat pe Dunăre și Sava, inclusiv în a doua jumătate a Marelui Război. În perioada participării României la Primul Război, Mondial, ea a sprijinit politica militară a Dublei Monarhii și în zona limitrofă nord-vestului Mării Negre (operând din baze precum porturile ruse Odesa și Nicolaev). 
O flotilă similară a operat în Primul Război Mondial și pe Vistula, având baza în Galiția austriacă.
Pentru Dubla Monarhie, Dunărea a reprezentat atât o frontieră cât și o rută militară, fiind în același timp un teatru de război vital,  precum și cea mai importantă, mai rapidă și mai eficientă rută, către sud-est, de aprovizionare a armatei. Pentru controlul acestei rute, Imperiul a creat o flotilă formată din zece monitoare cu rol de nave principale. Acestora li s-au asociat douăsprezece nave de patrulare rapide, precum și vase cu aburi înarmate. Lor li s-au adăugat dragoare de mine, vase de tip ponton și vase de suport logistic (șlepuri, șalupe și remorchere). În cadrul flotilei au existat și barje cu facilități medicale și nave de comandament, precum și o navă spital germană.
În primele opt luni ale anului 1916, după ocuparea Serbiei de către Puterile Centrale, flotila a avut ca principal obiectiv asigurarea securității activității de import al cerealor românești, singurele disponibile în contextul blocadei impuse de Puterile Centrale, care desfășurau cu ajutorul flotei comerciale dunărene. La sfârșitul verii anului 1916, flotila urma să fie dislocată în noua bază operațională situată în canalul de la Belene, acolo unde urma să fie disponibilă în cazul unui război cu România. Scopul dislocării ei în această zonă a fost integrarea ei în acțiunile comune ce trebuiau a fi duse împreună cu trupele terestre. De asemenea, echipamentul greu de traversare al Dunării în vederea atacării României prin sud, a fost transferat de la Belgrad. Din punct de vedere operațional, gruparea de nave a fost pusă la dispoziția comandamentului german aflat la sud de Dunăre, în nordul Bulgariei.
După începerea luptelor, vasele austro-ungare au atacat porturile românești fluviale, încercând să-și salveze materialul navigant comercial propriu, au scufundat vase românești și ruse și au distrus echipamente portuare și militare. În următoarea perioadă, având ca bază canalul Belene, au îndeplinit un rol defensiv pentru malul sudic al Dunării, acoperind spatele trupelor care luptau în Dobrogea. În timpul luptelor duse în Dobrogea de sud de către vasele austro-ungare, flotila nu au putut lua parte la operațiunile militare, oprită fiind de bariera fluvială de la Kalimok, ce putea să fi înlăturată doar după ce trupele Puterilor Centrale ar fi avut în stăpânirea ambele maluri ale fluviului.
Un rol capital a fost jucat de către navele austro-ungare, în timpul timpul operațiunii de la Flămânda de la începutul lunii octombrie 1916, când încercarea de forțare a Dunării de către trupele române pe podul de la Flâmânda-Reahovo a fost oprită de către flotilă, prin distrugerea podului. În luna noiembrie 1916, traversarea Dunării de către forțele Puterilor Centrale pe la Sviștov a reprezentat ultima operațiune importantă ofensivă a flotilei din timpul Primului Război Mondial. Ulterior acesteia, navele au sprijinit flancul drept al ofensivei germano-bulgaro-turce din Muntenia, precum și preluarea restului cursului Dunării, într-o acțiune combinată cu cea a forțelor terestre care s-a desfășurat în spatele înaintării germane din Muntenia.
În anul 1917, sarcinile militare ale navelor austro-ungare, acum cu baza principală la Brăila, au fost direcționate spre protecția navigației pe Dunăre, luarea în posesie a instalațiilor portuare românești și curățarea cursul inferior al fluviului de mine și de alte obstacole, pentru a putea fi asigurat transportul cerealelor și a altor produse din teritoriul românesc ocupat.
După ce Pacea de la București din luna mai 1918 a deschis navelor drumul spre Marea Neagră, flotila austro-ungară a staționat inițial la Sulina. În primăvara anului 1918, o grupare de monitoare și nave de recunoaștere a traversat Marea Neagră, pentru a oferi suport de artilerie trupelor Puterilor Centrale care înaintau în Ucraina. Ulterior navele au securizat rutele vaselor cu cereale din Ucraina, spre Imperiile Centrale, atât în Marea Neagră cât și pe apele interioare ucrainene care se vărsau în aceasta.
În septembrie 1918, agravarea situației militare pe Frontul din Balcani a determinat retragerea navelor din Ucraina. În octombrie 1918, ca urmare a ieșirii din război a Bulgariei, flotila a asigurat retragerea trupelor germane de pe teritoriul bulgar și a celor austro-ungare din teritoriul albanez și sârb.
În prima parte a lunii noiembrie 1918, a început dezagregarea flotilei. Primii care au părăsit-o fiind militarii de origine slavă sudică. Ca efect al Convenției Militare de la Belgrad din 13 noiembrie 1918, o parte din flotilă a fost predată Aliaților la Belgrad, iar ce a mai rămas din aceasta a fost dezarmată. Conform termenilor tratatelor de pace de la Saint-Germain-en-Laye din septembrie 1919 și de la Trianon din iunie 1920, navele flotilei au fost predate principalilor Aliați și puterilor asociate acestora, drept pentru care patru dintre monitoare au fost atribuite Regatului Sârbilor, Croaților și Slovenilor și trei României. Două dintre monitoare mai supraviețuiesc și astăzi, ca vase muzeu: Leitha, la Budapesta și Bodrog (redenumit Sava), la Belgrad.

## Perioada premergătoare intrării României în război

### Contextul
Dunărea a avut pe lângă caracterul de rută civilă rapidă de legătură și de comerț și atributul de frontieră și de rută militară. Pentru Dubla Monarhie, fluviul a reprezentat un teatru de război vital, precum și cea mai importantă, mai rapidă și mai eficientă rută de aprovizionare a armatei către sud-est.
În Primul Război Mondial, pentru Austro-Ungaria, traseul Dunării și-a menținut rolul de factor important, aflat în relație atât cu politica de apărare a graniței de sud a Imperiului, cât și cu politica de expansiune a acestuia în Peninsula Balcanică. Din acest punct de vedere, flotila a exercitat roluri multiple, ca: securizarea circuitelor de trafic, patrulare și înregistrare navale, cercetarea și cunoașterea bazinului hidrografic, atac și apărare împotriva forțelor navale fluviale inamice, bombardarea de facilități militare și de trupe inamice, sprijinirea cu foc de artilerie a forțelor amice și asigurarea securității acestora după traversarea unui curs de apă sau după debarcare, transportul de trupe și de materiale de aprovizionare, plasarea de bariere pe apă împotriva vaselor inamice.
Războiul dus la nivelul căilor de navigație interioare a trebuit să țină seama de un aspect unidimensional al confruntărilor, deoarece datorită lățimilor relativ mici ale cursurilor de apă, flotilele inamice aflate pe același curs de navigație nu se puteau evita reciproc. De asemenea, controlul cursurilor de navigație nu putea fi obținut fără controlul malurilor. Alte condiții limitative au fost reprezentate atât de adâncimea apei într-un anume loc, precum și de capacitatea dependentă de puterea motoarelor, de navigație în amonte, împotriva curentului. De asemenea, orice naufragiu presupunea condiții speciale, anume „moartea umedă” ca alternativă la țărmurile ocupate de inamic.
Condițiile hidrologice ale Dunării au dus la un caracter constructiv specific al navelor militare, oricui ar fi aparținut acestea, ele fiind plate, cu pescaj redus și bord liber jos.

### Structura flotilei
Impresionată de maniera în care monitoarele din Războiul Civil American permiseseră campanii de succes în zona de sud a SUA, marina austro-ungară a adoptat designul acestora, fiind astfel puse bazele construcției primelor două monitoare, cărora le-au urmat altele, până la un total de nouă monitoare la începutul campaniei din 1916 (al zecelea s-a scufundat lovit de o mină, în 1914). Acestora li s-au asociat douăsprezece nave de patrulare rapide înarmate cu mitraliere și tunuri mici, pentru misiuni de recunoaștere și lupta cu vase mici sau cu infanteria inamică, precum și vase cu aburi înarmate (canoniere). Atât vasele de patrulare cât și cele cu aburi, înarmate, erau protejate împotriva gloanțelor și puteau tracta barje sau puteau transporta trupe, fiind folosite și la paza vapoarelor civile. Alături de acestea au fost construite și dragoare de mine, capabile atât să amplaseze cât și să îndepărteze mine, precum și să demoleze baricade inamice. De asemenea, s-au construit și vase de tip ponton echipate cu cel puțin două rânduri de flotoare.
Pentru a permite activitatea independentă a flotilei, tot ce era necesar se transporta cu vase logistice (șlepuri, șalupe) și remorchere. De răniți urmau să se ocupe barje cu facilități medicale, iar vasele de comandament erau prevăzute cu dormitoare pentru ofițeri și cu servicii auxiliare. În structura flotilei a intrat în timpul războiului și o navă spital germană.

#### Monitoarele

##### Generalități
Armamentul, viteza și mărimea monitoarelor au variat, din 1817 până în 1917, anul lansării la apă a ultimului vas austro-ungar de acest tip. Timp de 10 ani, din 1904 până în 1914, alocările bugetare limitate au făcut ca să nu mai fie construit vreun monitor care să intre în dotarea flotilei, astfel că până în 1914 fuseseră lansate la apă șase vase de acest tip. Nici problema unui port care, să constituie o bază definitivă, nu a căpătat rezolvare, zonele Budapestei sau Belgradului nefiind potrivite pentru șantiere de întreținere sau reparații, ori potrivite pentru iernat când Dunărea îngheța.
Din punct de vedere constructiv monitoarele au fost nave mici, blindate, cu un deplasament de la 300 la 600 de tone, prevăzute cu tunuri de calibrul 120 mm și 70 mm (Temes și Temes II/Bosna au avut în dotare și tunuri de 47 mm).
Monitoarele construite, în număr de zece, s-au încadrat în cinci clase: Leitha (Maros după o altă sursă), Kőrös, Temes, Enns și Száva (clasele Kőrös și Temes fiind asemănătoare în ce privește deplasamentul și armamentul). Fără a fi arme miraculoase, datorită unei bune conduceri și a operării de către echipaje competente, și-au îndeplinit sarcinile pentru care fuseseră prevăzute și au servit ca arme eficiente de atac. Datorită calităților lor constructive, multe dintre acestea încă mai erau în serviciu în timpul celui de-Al Doilea Război Mondial, chiar dacă se aflau în posesia altor state. În 1916 a fost inițiată construcția unei noi clase de monitoare (XI și XII) care, urma să înlocuiască cele mai vechi monitoare (pe Maros și Leitha), dar datorită degringoladei Imperiului, construcția lor nu a mai apucat să fie finalizată și ele au fost casate după război.

##### Coca, suprastructura și blindajul
Structura acestor vase plate și largi era din oțel. Pescajul lor era redus, iar chila era puțin profundă. Toate vasele de acest tip erau compartimentate de doi pereți etanși longitudinali și de mai mulți pereți etanși transversali, cu rol de asigurare suplimentară a flotabilității (compartimentele transversale fiind folosite însă drept buncăre de cărbuni).
Datorită necesității unei protecții pasive superioare, silueta acestora era de înălțime redusă, cu doar câteva suprastructuri. Pentru camuflaj, vasele erau vopsite în verde crud și aveau un coș de fum cu înălțime mică.
În timp ce o centură blindată mai groasă proteja coca, puntea și suprastructura erau protejate de un blindaj ușor, capabil să facă față doar împotriva armamentului ușor de infanterie și a grenadelor. Blindajul lipsea însă la tunurile antiaeriene. Blindajul centurii era astfel de 44-55 mm, în timp ce cel al suprastructurii de 19-25 mm. Minele plutitoare reprezentau din punct de vedere al periculozității maximul, deoarece explozia lor putea provoca deformarea vasului sau scufundarea lui. Turelele aveau un blindaj frontal de 75 mm, unul lateral de 50 mm și unul posterior de 40 mm. Deși tunurile existente inițial în Balcani nu ar fi putut perfora blindajul suprastructurilor, tunurile moderne de calibru mediu din epoca Primului Război Mondial puteau de la distanțe mici, să o facă. Astfel, blindajul suprastructurii de la Leitha putea fi afectat de o lovitură directă venită de la 1.000 m, în timp ce cel al lui Szamos, de una venită de la 300 m.
Leitha și Maros au avut inițial blindajul centurilor și al suprastructurilor din oțel forjat, înlocuit în 1894 cu oțel fabricat în cuptoare Siemens-Martin. 

##### Armamentul
Ca armament, monitoarele au fost bine echipate pentru dimensiunile lor și în ce privește scopurile pentru care fuseseră construite. Designul acestora era acel al unor platforme purtătoare de artilerie, adaptate pentru a asigura stabilitatea unui număr anume de tunuri de un anumit calibru, cu care fuseseră prevăzute. Armamentul era modern, constituit din tunuri cu tragere rapidă Skoda, prevăzute cu telemetre. În dotare, intrau și reflectoare de luptă.
Clasa Leitha (cea mai veche, modernizată în 1894) era dotată cu o turelă frontală cu un singur tun rapid de 120 mm, fiind fără apărare din punctul de vedere al acestui calibru, dinspre pupa. Clasa Temes avea câte o turelă cu un tun de 120 mm la babord și la tribord, din oțel blindat îndoit, nituit (armamentul dovedindu-și eficacitatea în luptă). Tot câte două tunuri de 120 mm aveau și clasele Kőrös, Enns și Száva, la ultimele două clase tunurile fiind montate în turele duble. Tipul țevii era L35 la clasa Leitha și Temes și L45 la Enns și Száva. Vasele de clasă Kőrös dispuneau de tunuri L40 (Kőrös) și L35 (Bodrog). Tunurile puteau trage până la 8-10 proiectile pe minut, într-o secvență de tragere. Raza de acțiune a acestora varia de la 10.000 de m pentru cele cu țeavă de 3,5 m (L35), la 12.000 m pentru cele cu o lungime a țevii de 4,5 m (L45), ultimele fiind montate pe cele mai noi monitoare.
Clasele Temes, Enns și Száva au fost prevăzute cu unul (Temes) până la 3 (Enns) obuziere de 120 mm (L10), montate la clasele Enns și Száva în cupole blindate rotative (clasa Száva avea două obuziere de acest tip).
Armamentul lateral era reprezentat de tunuri Skoda cu cadență rapidă de tragere cu calibrul de 70 mm, care trăgeau de la 12 până la 15 proiectile pe minut și aveau o bătaie de 6.000 m. Acestea erau în număr de la unul la trei și aveau lungimi de țeavă variabile (de la L18 la L50). Unele dintre tunurile de acest tip erau neprotejate, sau erau montate pe un suport de bare blindate, la pupa.
Temes și Temes II (Bosna) au dispus și de câte două tunuri de calibrul 47 mm (L44).
De asemenea, monitoarele au fost prevăzute cu mitraliere cu protecție blindată, pentru auto-apărare (una la clasa Leitha, două la clasa Kőrös, trei la clasa Temes și 6 la clasele Enns și Száva).

##### Propulsia
Un cazan de tip Yarrow asigura aburul necesar mașinilor de propulsie, fiind alimentat cu cărbuni. Puterea mașinii cu abur instalată varia de la 700 CP (clasa Leitha), la 1200 CP (clasa Kőrös), 1400 CP (clasa Temes), respectiv până la 1500 CP (clasele Enns și Száva). Propulsia era asigurată de două elice aflate la distanță suficientă de fundul apei, care ofereau o viteză de la 9 până la 14 noduri (17–26 km/h). Cârma era lungă și proemina dincolo de bara pupei, axul acesteia asigurând protecția elicelor.
Stocul de cărbune (aproximativ 46 de tone) asigura în general autonomia pentru o perioadă de patru zile.

#### Echipajele
Mărimea echipajelor a variat, de la 57 de marinari la Leitha și Maros, la 77 de marinari la Szamos and Kőrös, și 86 de marinari la Temes (I), Bodrog, Inn, Enns, Sava și Temes II.

#### Vasele de patrulare
| Imagine indisponibilă         |  | Imagine indisponibilă        |
| Patrouillenboot Fogas (1915). |  | Patrouillenboot Wels (1915). |

Mici și rapide, vasele au servit în principal pentru activități de recunoaștere, patrulare și control, escortă și sprijin ușor în luptă.
Deplasamentul lor era de la 15 tone (clasa g: trei nave), 36-39 tone (clasele b și c: una și respectiv două nave), 60 de tone (clasa Fogas: 2 nave) și 133 de tone (clasa Wels: patru nave).
Blindajul lor asigura protecția numai împotriva armelor ușoare.
Armamentul din dotare cuprindea unu până la patru tunuri rapide de calibrul 66 mm Skoda și una sau două mitraliere de 8 mm. Cea mai modernă clasă, Wels, era dotată cu patru tunuri de 70 mm (L26) și 4 mitraliere.
Spre diferență e celelalte clase, care aveau motoare cu piston, clasa Wels avea motoare cu turbină.
A mai fost lansată construcția altor 3 nave de patrulare de 120 de tone, mai largi, și înzestrate cu armament cu scop dublu, nefinalizate însă până în 1918. Două dintre acestea au intrat în serviciul Ungariei în ianuarie 1919, sub numele de Komárom și Pozsony, iar cea de-a treia, deși lansată în construcție în 1918, nu a mai ajuns să opereze niciodată.
Ca echipaje, vasele de clasă Fogas erau operate de câte 27 de marinari. Același tip de echipaj, din punct de vedere numeric, a operat și vasele de clasă Wels, în timp ce Komárom și Pozsony au avut câte un echipaj de 42 de marinari.

#### Vasele cu aburi înarmate
Cu deplasamente de 200-500 de tone, acestea aveau în general două tunuri de 70 mm (L30) și două tunuri de 47 mm (L44), fiind prevăzute și cu mitraliere.

#### Plasatoarele și dragoarele de mine, vasele auxiliare
Cu deplasamente de 200-250 de tone, acestea erau înzestrate variabil (putând avea mitraliere sau un tun de 70 mm).

#### Pontoanele
Erau de tip Herbert, din punct de vedere constructiv fiind catamarane din lemn formate din două flotoare, conectate de o platformă din grinzi solide. Odată unite transversal, puteau forma un pod.
Dimensiunile lor erau: lungime de 16 m, lățime de 3,9 m și înălțime de 1,8 m, iar greutatea lor era de 45 de tone. Puteau suporta o încărcătură de 30 de tone.

### Ordinea de bătaie la începutul războiului și evoluția flotilei
| Imagine indisponibilă                                                         |  | Imagine indisponibilă |
| Vedere aeriană a zonelor Zemun-Belgrad (stânga) și Panciova (drepta), astăzi. |  |                       |

La începutul Marelui Război, vasele se aflau în bazele lor, dispunerea flotilei fiind următoarea (în paranteze sunt menționați anii lansării la apă a navelor respective):
- pe Dunăre:

- la Zemun:

- monitoarele SMS Temes⁠(d) (1904), SMS Bodrog⁠(d) (1904), alături de Patrouillenboot B (1906) și Patrouillenboot F (1908) (redenumit Stőr în decembrie 1916)
- monitoarele SMS Szamos⁠(d) (1892) și SMS Körös⁠(d) (1892), alături de Patrouillenboot C (1907)

- la Pancsova: Patrouillenboot D (1907) și Patrouillenboot G (1910)

- pe Sava la Brčko: monitoarele SMS Maros⁠(d)[7] (1871)[16] și SMS Leitha⁠(d) (1871,[8] în maghiară Lajta), alături de Patrouillenboot H (1910,[7][16] redenumit ulterior Lachs în decembrie 1916).[18] Acestor vase li s-a adăugat o navă spital.[7]

În primii doi ani de război, s-au adăugat flotilei:
- monitoarele SMS Enns⁠(d) (1914), SMS Inn⁠(d) (1915),SMS Temes (II)⁠(d) (1915),[16] redenumit Vardar)[13] și SMS Sava⁠(d) (1915)
- vasele de patrulare Fogas (1915), Csuka (1916), Wels (1915), Barsch (1916), Compo (1916) și Viza (1916)[16]

Dintre vasele de patrulare, Patrouillenboot B a fost afectat în cursul luptelor în august 1915 și ca atare a fost retras, Patrouillenboot C a fost distrus la Pancsova în septembrie 1914 (soartă împărtășită și de Patrouillenboot G), iar Patrouillenboot D a fost scufundat la Belgrad în mai 1915.

### Primii doi ani de război
| Imagine indisponibilă                                                                        |  | Imagine indisponibilă                                              |
| Pictură de Harry Heusser⁠(de)[traduceți], ilustrând pe SMS Körös bombardând Belgradul in 1914 |  | Jos: monitoare austro-ungare în marș spre Belgrad; sus: SMS Körös.⁠ |

| Imagine indisponibilă               |  | Imagine indisponibilă                         |
| Monitorul Temes proaspăt scufundat. |  | Epava monitorului Temes înainte de ranfluare. |

În primii doi ani de război, vasele au sprijinit forțele terestre austro-ungare în lupta cu armata sârbă, în arealele Savei și Dunării, prin deminarea fluviului, sprijin de artilerie și aprovizionarea cu materiale de-a lungul fluviului.
Neavând o flotă fluvială de război, Serbia nu a avut cum să angajeze în conflict forțe militare navale proprii, reacționând față de navele austro-ungare doar prin trageri de artilerie, punere de mine fluviale și lansări de torpile. De asemenea, a echipat cu armament ce ambarcațiuni a avut la dispoziție.
În septembrie 1914, bazele de la Zemun și Pancsova au fost evacuate, odată ce acestea au ajuns sub focul artileriei sârbe. De asemenea, în octombrie 1914 SMS Temes s-a ciocnit de o mină și s-a scufundat (fiind însă, ranfluat în iunie 1916, reparat și reintrodus în serviciu în aprilie 1917, cu armamentul secundar îmbunătățit). Numele vasului a fost reactivat în octombrie 1915 după lansarea unui nou monitor, ca Temes II (SMS Bosna). După o scurtă revenire în octombrie 1915 la Zemun și Pancsova, flotila a staționat temporar la Orșova, așteptând curățarea cursului inferior la Dunării de mine și ulterior s-a reunit la Rusciuc în luna decembrie 1915, pentru a asigura granița bulgaro-română.

## Campania anului 1916

### Contextul strategic și operativ
Ocuparea Serbiei de către Puterile Centrale a dus la deschiderea căii navigabile a Dunării și la stabilirea unei legături feroviare cu Turcia, astfel că, după îndepărtarea barierei fluviale din zona Porților de Fier până la sfârșitul lunii noiembrie 1915, transportul a devenit liber până la nivelul graniței bulgaro-române și a barierei de la nivelul acesteia, situată la Kalimok. Datorită necesităților stringente în ce privește importul de cereale românești (singura sursă disponibilă în contextul blocadei impuse de Antantă) și a perspectivelor de epuizare a stocurilor de cereale mai înainte de a fi disponibilă recolta din 1916, importanța strategică a fluviului a crescut din punctul de vedere al Imperiilor Centrale, deoarece capacitatea feroviară de transport a cerealelor spre Europa Centrală era limitată atât din punctul de vedere al liniilor feroviare existente, cât și a parcului de vagoane aflat în uz. Singurul mijloc disponibil aflat la îndemână a fost astfel, flota comercială austro-ungară a Dunării.

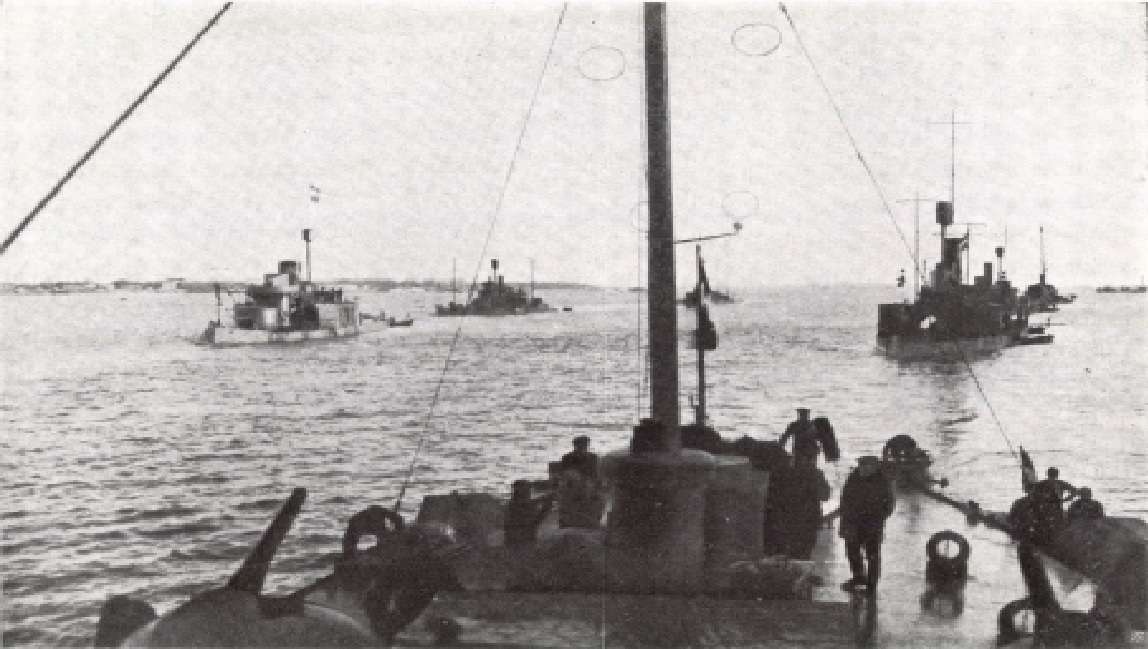
Monitoare austro-ungare în portul Rusciuc.

Cea mai importantă sarcină a navelor comerciale dunărene austro-ungare, puse sub autoritatea Administrației Centrale a Transporturilor, a devenit astfel importul de cereale românești, calea navigabilă fiind, potrivit calculelor făcute de ministrul austriac al Finanțelor, de șapte ori mai ieftină decât calea ferată, în ce privește transportul din Balcani. Navigația nu a fost întreruptă nici pe timpul iernii și un flux continuu de nave a asigurat sarcinile de transport prin Porțile de Fier. În proiect, în primăvara anului 1916, flota ar fi trebuit să asigure transferul pe teritoriul Dublei Monarhii din porturile românești, a 10.000-12.000 de tone de cereale zilnic. Cele cel puțin 33 de barje care ar fi urmat să traverseze zilnic Porțile de Fier, impuneau  staționarea la Orșova a unui mare număr de remorchere puternice.
La scurtă vreme după campania din Serbia din toamna anului 1915, monitoarele austro-ungare au sosit în zona Dunării de Jos, pentru a patrula calea navigabilă de la Porțile de Fier până la zona de traversare a fluviului de către granița bulgaro-română spre Dobrogea, situată la Kalimok. Majoritatea flotilei a fost ancorată în portul Ruse. În iarna 1915-1916, o parte a navelor  fost retrasă la Óbuda și a revenit în primăvara anului 1916. De rămas, au rămas în portul Ruse peste iarnă sub comanda Fregattenkapitän⁠(de)[traduceți] Charles Masjon: Bodrog, Körös, Szamos și Leitha, alături de vasele de patrulare f și h, precum și de mai multe steamere înarmate și un grup de dragoare și plasatoare de mine. În primăvara acelui an, la Belene se aflau în total 8 monitoare și 4 vase de patrulare.
Sarcina vaselor austro-ungare a fost aceea de a securiza transporturile de cereale. De asemenea, s-a presupus că, din punct de vedere politic prezența navelor de război austro-ungare urma să influențeze România în direcția corectă, referitor la punctul de vedere al autorităților Puterilor Centrale. Patrulând Dunărea, austro-ungarii au reușit să obțină de asemenea în plus, în detaliu, informații excelente referitoare la români, cu privire la fortificații, baricade, câmpuri de mine și poziții de artilerie.
| Imagine indisponibilă   |  | Imagine indisponibilă |
| Ostrovul Belene, astăzi |  |                       |

În cadrul măsurilor de precauție luate de comandantul forțelor armate austro-ungare Franz Conrad von Hötzendorf în vara anului 1916, pentru a anticipa o eventuală intervenție a României în război alături de Antantă, acesta a decis ca, alături de Flotila de Dunăre dislocată în porturile bulgare să fie mutat echipamentul genistic greu pentru construirea de poduri. Aceasta a survenit ca urmare a hotărârii luate în luna iulie 1916 împreună cu omologul său german, Erich von Falkenhayn, de a ataca România dinspre Bulgaria, în cazul apariției unui front românesc. Scopul era de a provoca o dispersare a forțelor inamice, pentru a scădea presiunea trupelor românești asupra Transilvaniei și a oferi timp Puterilor Centrale de a-și aduce rezervele în nordul teritoriului transilvănean, astfel încât să poată respinge unitățile invadatoare peste Carpații Meridionali. Cu scop ofensiv, au fost regrupate unități de pe frontul din Salonic și în nordul Bulgariei a fost creată o grupare de forțe, puse sub comanda generalul german August von Mackensen.

### Preludiul
La începutul verii 1916, deși guvernul român nu a ridicat obstacole oficiale în calea exportului de cereale, autoritățile portuare   române au încercat din luna iunie să îngrădească navigația austro-ungară pe Dunăre. Astfel, acestea au început prin a refuza aprovizionarea cu alimente a personalului navigant (interdicția vizând și posibilitatea de achiziție a alimentelor de la populație), problema fiind rezolvată prin preluarea alimentelor din portul bulgar Ruse. Ulterior, aceleași autorități au limitat posibilitățile de acostare la nivelul malului românesc. De asemenea, începând cu mijlocul lunii iunie, ritmul de încărcare a cerealelor a încetinit semnificativ.
Adversarii direcți ai Flotilei austro-ungare de Dunăre erau reprezentați de Divizia de Dunăre românească, al cărui nucleu era format din patru monitoare, superioare clasei Temes (II), precum și de navele rusești, care controlau cursul inferior fluvial prin Flota Mării Negre. În perioada premergătoare intrării Regatului României în război, considerând flotila română fluvială o forță creată pentru defensivă, austro-ungarii nu s-au așteptat la un atac al acesteia. Fluviul era protejat de partea bulgară la Kalimok, aflat la vest de zona Turtucaia-Oltenița, de baterii de artilerie cu calibrul de 140 mm amplasate în turele blindate încastrate în beton, precum și de mai multe tunuri cu tragere rapidă. De asemenea, exista și un baraj de mine. Când austriecii s-au instalat la Rusciuc, românii nu au reacționat.
Ca efect al situației tensionate progresiv, comandantul flotilei, Károly Lucich, a ordonat însă sporirea gradului de protecție militară a transporturilor comerciale, precum și intensificarea activității de recunoaștere atât a coastei românești de către vasele de patrulare și de către personalul vaselor comerciale, cât și de raportare a traficului provenit din Rusia. Astfel, în a doua jumătate a lunii iulie a fost remarcată creșterea activității militare de-a lungul întregului mal românesc, precum și apariția unor incidente armate reprezentate de tiruri de arme ușoare dinspre malul stâng al Dunării. Pentru comanda flotilei, a devenit evident că România va intra în curând în război, de partea Antantei.
La 31 august, Înaltul Comandament al Armatei Austro-Ungare (Armeeoberkommando) a decis ca flotila să fie disponibilă în cazul unui război cu România pe secțiunea Nicopole–Ruse, pentru a coopera cu trupele terestre. Preventiv, a fost decisă dislocarea flotilei în canalul de la Belene, la vest de Sviștov.. Separat de Insula Persin (Belene) de cursul principal la fluviului, canalul avea avantajul de a fi protejat de aceasta (care era acoperită de păduri de sălcii), ceea ce asigura acoperire și camuflaj față de viitorul inamic. A fost stabilit aici locul principal de ancorare al navelor și a fost configurat dispozitivul de apărare al viitorului loc de staționare al acestora. S-au asigurat de asemenea aici rezerve de muniții pentru operațiunile trupelor fluviale, la sfârșitul lunii iulie navele comerciale livrând la Belene cantități mari de muniție, combustibil și alimente, flotilei. Postul de refugiu de aici a fost astfel echipat ca bază operațională pentru flotilă, având în vedere campania care urma să fie dusă împotriva României.
În același timp a început transportarea de la Belgrad și stocarea în zona Belene a echipamentului de traversare a Dunării, precum și aducerea ca suport logistic de șalupe cu motor care urmau să ajute la traversarea trupelor. Astfel în intervalul 3-9 august 1916, au ajuns la Belene 1.749 militari, 1.856 de cai, 447 de căruțe, 59 de pontoane Herbert, alte 80 de elemente de ponton și 26 km de căi ferate cu tot vagoane, precum și 360 de tone de muniții. Pentru a se putea asigura rapiditatea transportului, un număr suficient de remorchere a fost dirijat către Budapesta, Novi Sad, Moldova Veche și Turnu-Severin, cu scopul de a putea prelua în timp util vasele de transport. În zilele de 5 și 6 august, un tanc de combustibil și o barjă cu muniții și alimente au fost tractate de la Ruse în canalul Belene. De asemenea, cu materialul adus a fost edificată o cale ferată pe care urmau să circule vagoane trase de cai, conectată cu gara Oreș. Noua bază a fost conectată telegrafic și telefonic și s-a realizat un post de telegrafie optică, iar bazei i-a fost afectată nava-spital Kulpa.
La data de 13 august 1916, flotila de sub comanda Linienschiffskapitän⁠(de)[traduceți]-ului Károly Lucich a fost pusă sub comanda operativă a Grupului de Armate Mackensen, împreună cu bateria sa terestră Nr. 3, formată din tunuri cu calibrul 120 mm din Regimentul de Artilerie Cetate Nr. 4, împreună cu gruparea sa de reflectoare. Ca ofițer de legătură cu Cartierul General al lui Mackensen a fost desemnat Fregattenkapitän Charles Masjon. De asemenea, Comandamentul Militar Naval din Orșova a intrat sub controlul direct al Departamentului Naval.
Instrucțiunile emise de August von Mackensen impuneau în cazul începerii ostilităților, ca flotila militară să fie imediat transferată în Canalul Belene, să-și securizeze locul de ancoraj și să distrugă porturile și triajele feroviare inamice. Simultan, trebuiau amplasate baraje de mine de-a lungul fluviului la Lelek (Canalul Lelek aflându-se la 6 km în amonte de Rusciuc) și la nord de Krivina, pentru a împiedica folosirea acestuia de către flotila română omonimă. Bateria de uscat cu 3 tunuri de 120 mm, provenită din Regimentul 4 Artilerie de Cetate și atașată flotilei împreună cu proiectoarele, aflate inițial la Reahovo, urmau să asigure protecția barajului de mine de la Lelek, instalat pentru a asigura siguranța în rpaort cu flotila română aflată la Turtucaia.
Începând cu jumătatea lunii iunie 1916, odată cu primele semne care anunțau iminența intrării în război a României, vasele comerciale austro-ungare au început să fie retrase din secțiunea Dunării aflată în aval de Orșova, astfel că după o lună, 24 de steamere și 119 barje fuseseră relocate. La 14 august însă Armeeoberkommando a suspendat alte retrageri suplimentare, considerând importul de cereale de importanță vitală, astfel că au rămas în secțiunea româno-bulgară 23 de steamere împreună cu alte două vapoare, precum și un total de 241 de barje austro-ungare, alături de 8 vapoare și 25 de barje germane.
Portul Rusciuc și canalul Lelek (Lelchiu) nu ofereau destul siguranță mautică și tactică, spre diferență de canalu Belene, care oferea un bun punct de sprijin și corespundea tuturor nevoilor. În instrucțiunile date de August von Mackensen, s-au stabilit porturi și alte locuri (inclusiv în canalul de la Belene) în care să se refugieze vasele aflate pe fluviu și a fost planificată salvarea vaselor austro-ungare comerciale aflate în porturile românești, imediat ce ar fi urmat să înceapă ostilitățile. Din Giurgiu, toate vasele inamice urmau să fie retrase tot în canalul Belene, de aceeași soartă urmând să beneficieze cu forța, inclusiv vasele românești care s-ar fi găsit la acel moment acolo. Dacă operațiunea nu ar fi fost posibilă, acestea urmau să fie scufundate pentru a bloca șenalul navigabil. Suplimentar, asupra obiectivele cu rol militar din Giurgiu urmau să fie executate trageri de artilerie.
Ordinea de bătaie a navelor Flotilei de Dunăre aflată sub comanda linienschiffskapitän Károly (Karl) Lucich,, aflate la dispoziția generalului Mackensen era următoarea:
| - Gruparea de monitoare: - Divizionul 1 (comanadant Korvettenkapitän⁠(de)[traduceți] Olaf Wulff: - Monitorgruppe I: SMS Temes (II), SMS Enns și Patrouillenboot Fogas - Monitorgruppe II: SMS Inn, SMS Sava și Patrouillenboot Csucka - Divizionul 2 (comandant fregattenkapitän Karl Masjon: - Monitorgruppe III: SMS Bodrog, SMS Körös⁠ și Patrouillenboot Stör - Monitorgruppe IV: SMS Szamos, SMS Leitha (Lajta) și Patrouillenboot Lachs - Gruparea de cercetare (comandant Linienschiffsleutnant⁠(de)[traduceți] Hermann Bublay): - Patrouillenbootgruppe I: Patrouillenboot Viza, Patrouillenboot Barsch - Patrouillenbootgruppe II: Patrouillenboot Wels, Patrouillenboot Compó | - Gruparea de vase cu aburi înarmate (comandant fregattenkapitän Julianstrudthoff): - Gruppe I: Armierte Dampfer Álmos, Armierte Dampfer Helene - Gruppe II: Armierte Dampfer Una, Armierte Dampfer Vág - Gruppe III: Armierte Dampfer Csobánc, Armierte Dampfer Szigliget - Divizia de deminare: Balaton, Tulln, Bácska, Baja - Vase auxiliare: Sámson (salvator armat), Kulpa (vas spital), Hebe (vas de Stat Major) - Vase de suport, ale bazei: vase portuare, șalande și șlepuri de aprovizionare, un vas dormitor și șalupe rapide Nota Bene: detașamentul de mine fluviale dispunea de 13 ambarcațiuni. | \| \| \| \| \| La stânga monitoarele Körös (în prim plan) și Leitha (în planul secund), la Rusciuc. La dreapta vase de patrulare: primele două de clasă Wels și ultimul de clasă Fogas (aici în 1926). \| \| \| |
| Imagine indisponibilă | | Imagine indisponibilă |
| La stânga monitoarele Körös (în prim plan) și Leitha (în planul secund), la Rusciuc. La dreapta vase de patrulare: primele două de clasă Wels și ultimul de clasă Fogas (aici în 1926). | | |

Este de menționat că numărul de vase aflate la dispoziție era suplimentat cu detașamentul de bărci cu motor al trupelor de pionieri, care dispunea de 2 ambarcațiuni și de cel al trenului regimentar al pontoanelor, care dispunea de 2 ambarcațiuni. Mai exista și o flotilă germană de 20 de bărci cu motor, din care 15 erau dotate cu câte o mitralieră.

### Primele confruntări
La o jumătate de oră după remiterea de către România a declarației de război Austro-Ungariei, dar înainte de sosirea la Rusciuc a știrii că România devenise oficial un inamic, în 14/27 august 1916 la ora 17,30,  gruparea navală austro-ungară locală (din care se aflau la acel moment în zonă monitoarele Bosna, Sava, Bodrog, Szamos și Leitha, precum și trei vedete, dislocate în limita apelor teritoriale bulgărești, aflate la ancoră), a fost atacată cu torpile de vase românești. Acestea nu au reușit să atingă monitoarele, pagubele produse fiind reprezentate de scufundarea unei singure barje. Ulterior, la o jumătate de oră după încheierea atacului, a sosit și anunțul intrării de război a României, la ora 9 seara.
Ca efect al atacului de la Rusciuc, în timpul incursiunilor ulterioare ale navelor Puterilor Centrale în dispozitivul românesc, urmate de retragere la adăpost, realizarea dispozitivului de marș austro-ungar a implicat de obicei existența într-unul dintre borduri, a unui șlep, care să ofere vaselor protecție împotriva unui eventual atac cu torpile.

Replica austro-ungarilor a venit în zilele următoare. Astfel, în timp ce Grupul I Monitoare escorta navele comerciale spre canalul Belene, în dimineața zilei de 15/28 august Grupul II Monitoare împreună cu 6 vase de patrulare au atacat Giurgiu, încercând să-și salveze barjele proprii de acolo și să scufunde vase românești. Rezultatul incursiunii a fost reprezentat de scufundarea câtorva barje, de incendierea unor tancuri de petrol, a unor antrepozite și a gării. De asemenea, în după-amiaza zilei de 16/29 august Grupul I Monitoare a atacat Turnu-Măgurele,   și Grupul IV Monitoare, Zimnicea, distrugând echipamente portuare și militare, două dragoare de mine și două nave de patrulare. Tot în dimineața zilei de 15/28 august, Armierte Dampfer Álmos împreuncă cu Patrouillenboot Lachs au executat trageri de artilerie asupra altor localități: Turnu Severin (unde se afla comandamentul Diviziei 1 Infanterie și de unde în ziua de 28 august artileria românească scufundase 3 steamere și o șalupă austro-ungare), Vârciorova, Dudașu și Gura Văii, retrăgându-se apoi la Orșova. În total în zilele de 28-29 august, sub acoperirea monitoarelor 22 de vapoare și 80 de barje au reușit să se refugieze în canalul Belene, iar de la Orșova, comandamentul local al Forțelor Navale a fost evacuat la Semendria împreună cu majoritatea proviziilor, pe calea apei.
Deplasându-se de la Orșova unde era atribuit ca suport Brigăzii 145 Infanterie austro-ungară, pentru a ataca Turnu Severin, după ce a tras aproape 500 de obuze de artilerie de calibrul 75 mm și suficiente focuri de mitralieră, la reîntoarcere în amonte Álmos nu a mai avut forță suficientă să învingă curentul Dunării. Pentru a salva situația, echipajul a aruncat peste bord la vedere în fața inamicului aflat la Turnu Severin, 25 de tone de cărbune.
O ultimă încercare, eșuată,  de a-și recupera propriile nave comerciale blocate la Giurgiu și Ruse, pentru a fi duse în canalul Belene, a fost făcută de către Grupul II Monitoare pe 30 august, inclusiv cu ajutorul a două remorchere și a unui steamer înarmat. Datorită focului intens de artilerie, remorcherele au trebuit să abandoneze misiunea și să navicheze în amonte, iar datorită unui atac cu torpile, ce este drept, nereușit, monitoarele au fost și ele obligate să se întoarcă fără a-și atinge scopul, deoarece le lipseau remorcherele.
Pentru a evita noi surprize, vasele Dublei Monarhii au fost retrase pe canalul Belene. Aici flota a staționat, protejată fiind de un baraj de mine amplasat în amonte de Rusciuc. În perioada conflictului cu România însă, baza principală a fost la Orșova, unde se afla și atelierul de reparații pentru nave.
Cu scopul de a se realiza asigurarea împotriva minelor de curent lansate de români, intrarea estică canalului Belene (Persina) a fost închisă cu o baricadă din grinzi de lemn. De asemenea, comandantul flotilei austro-ungare a ordonat completarea barajului de mine de la Lelek, un remorcher instalat între acesta și malul bulgar, având ordin să se retragă în momentul apariției flotei românești și să instaleze trei linii de mine magnetice cu ajutorul departamentului flotilei responsabil de mine. Ca protecție în cazul în care primul baraj ar fi fost străpuns, un altul a fost instalat în aval de ostrovul (insula) Batin.

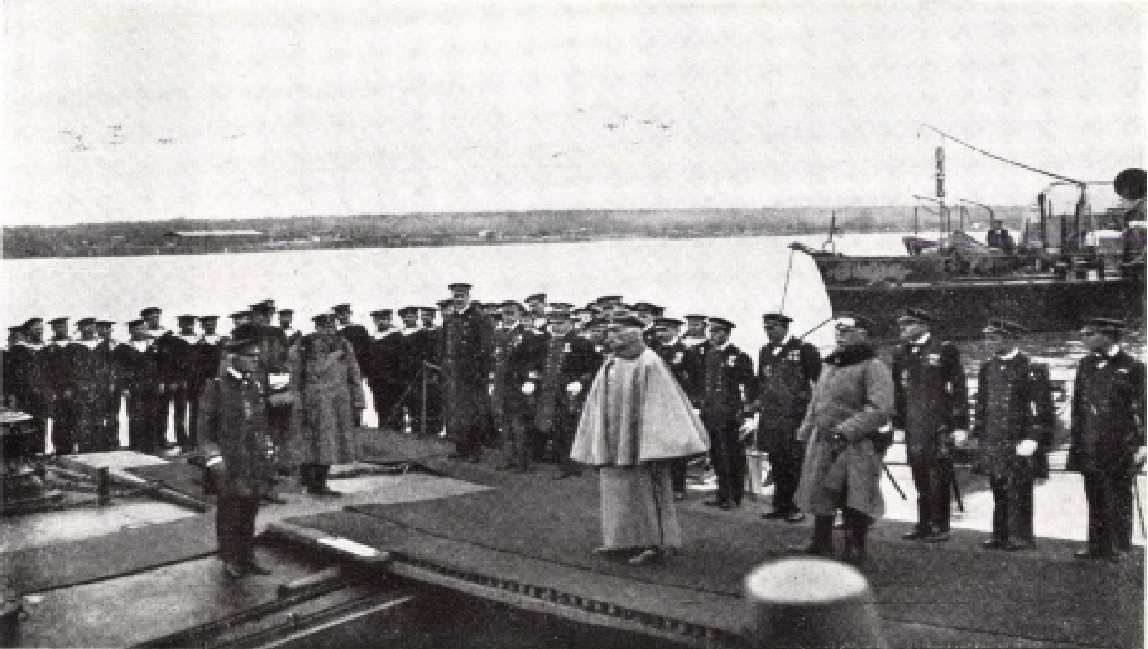
Generalul Mackensen, decorand cu Crucea de Fier ofițeri ai flotilei.

Aflată inițial sub comanda directă lui Mackensen, flotila a fost subordonată la începutul lunii septembrie Armatei de Dunăre germană (în germană Donau-Armee), condusă de Robert Kosch, iar din data de 21 septembrie a intrat sub comanda generalului austro-ungar Josef Gaugl. Nefiind planificate pentru început operațiuni militare majore de-a lungul Dunării, flotila a rămas inactivă în septembrie 1916, limitându-se să riposteze atacurilor aeriene, aproape zilnice și să aibă un rol defensiv pentru malul sudic al Dunării, acoperind spatele trupelor care luptau în Dobrogea. La 15/28 septembrie 1916, comanda flotilei a fost transferată generalului german Robert von der Goltz, care comandase până atunci secțiunea Sviștov.
La 15/28 septembrie, vasele Grupei II Monitoare au angajat un duel cu bateriile atacatoare de la Fântânele de pe malul românesc, iar pe 16/29 septembrie același grup a executat un raid la Corabia, în urma căruia au fost distruse instalații portuare, un dragor de mine rus și au fost capturate câteva barje (conform relatări istoricului Mihály Krámli, au fost recuperate 8 barje austro-ungare parțial încărcate cu cereale și au fost distruse alte 3 vase cu aburi și 8 barje ruse, alături de 4 pontoane și alte 20-30 de vase mici de transport românești). Unul dintre scopurile raidului a fost acela de a identifica pozițiile artileriei românești din zonă. Alături de Grupul II Monitoare, Patrouillenbootgruppe I a executat astfel, în prealabil, o acțiune de recunoaștere și a sprijinit ulterior cu foc, gruparea principală.

### Operațiunile din timpul  manevrei de la Flămânda
În timpul luptelor duse în Dobrogea de sud, vasele austro-ungare nu au putut lua parte la acestea, oprite fiind de bariera fluvială puternică de la Kalimok. Aceasta, urma să fie înlăturată doar după ce trupele Puterilor Centrale ar fi avut în stăpânirea ambele maluri ale fluviului, bariera fiind sub amenințarea unor tunuri instalate în cupole blindate, pe malul românesc. La rândul ei, flotila românească se afla dincolo de aceeași barieră fluvială și era angajată în operații de susținere a Armatei de Dobrogea, fără a putea amenința porțiunea din amonte a Dunării. Libertatea de mișcare a navelor austro-ungare era însă mai mare ca aceea a celor românești, reținute dincolo de frontul dobrogean.

#### Măsuri românești de apărare a trecerii
| Imagine indisponibilă                     |  | Imagine indisponibilă |
| Dunărea, între Turnu Măgurele și Oltenița |  |                       |

Alegerea locului de traversare a Dunării de către români a avut în vedere faptul că, în zonă adâncimea Dunării era scăzut și că, acolo se aflau bancuri de nisip în permanentă schimbare, ceea ce ar fi urmat să îngreuneze accesul vaselor Dublei Monarhii.
Pentru a feri viitoarea traversare a trupelor generalului Averescu de acțiunile vaselor austro-ungare, a fost folosită o combinație de artilerie, bariere pasive și mine. Astfel, pe malul opus (românesc) față de baza navală din canalul Belene, la Fântânele, au fost instalate începând cu 11 septembrie cu scop de interdicție zece baterii de artilerie, din care șapte grele și trei ușoare. Acestora li s-au adăugat încă două baterii de 105 mm și una de obuziere de 150 mm, ulterior în aceeași lună. Bateriile au început să execute trageri spre locul de ancorare al flotilei. Datorită faptului că vasele își schimbau periodic poziția și faptului că pădurile de pe Insula Belene blocau observarea directă, nu au existat însă efecte notabile.
Măsurile respective au fost însă completate cu amplasarea a șase tunuri pe insula Cinghinarele, opusă intrării estice a canalului Belene, ceea ce a rezolvat parțial problema vizibilității, de către observatorii de artilerie ai românilor. Insula era joasă, având o lungime de patru kilometrii și o lățime de 500 de m și a fost ocupată de o companie de infanterie. În spatele ei, până la terenul mai înalt de la Fântânele se întindeau mlaștini și bălți impenetrabile,
La sud de Cioara au fost de asemenea amplasate alte două baterii de 87 de mm. Apărarea propriuzisă a punctului de trecere a fluviului urma să fie asigurată de alte 23 de baterii de artilerie. Dintre acestea, cinci erau baterii grele de mortiere de 210 mm și de obuziere de 150 mm aflate lângă Flămânda, iar șase erau baterii grele de 120 mm care, se aflau la Giurgiu pentru a opri monitoarele austro-ungare, alături de alte douăsprezece baterii cu tunuri de calibru mai mic.
La comanda măsurilor luate de marină care, trebuiau să-i oprească pe austrieci, a fost numit Constantin Niculescu-Rizea. Începând cu mijlocul lunii septembrie au fost instalate câmpuri de mine la Cinghinarele, Pietroșani, Mecica și între Zimnicea și Giurgiu (este de menționat că o parte dintre minele aflate în curs de instalare au explodat în timpul amplasării). Au fost lansate mine dinspre vestul canalului Belene, cu speranța că vor fi duse de curent spre vasele austriece, dar fără succes. De asemenea, la 23 septembrie românii au scufundat o navă cu scopul de a bloca șenalul neavigabil în canalul Taban, aflat între Giurgiu și punctul de trecere de la Flămânda, acolo unde fluviul se îngusta semnificativ, iar la Coșinul au fost instalate lansatoare de torpile apărate de baterii de 75 și 150 mm. În plus, pentru a nu permite navelor austro-ungare să se apropie, o barieră plutitoare apărată de câmpuri de mine a fost edificată, la trei kilometri vest de punctul de trecere.

#### Atacul Grupului III Monitoare

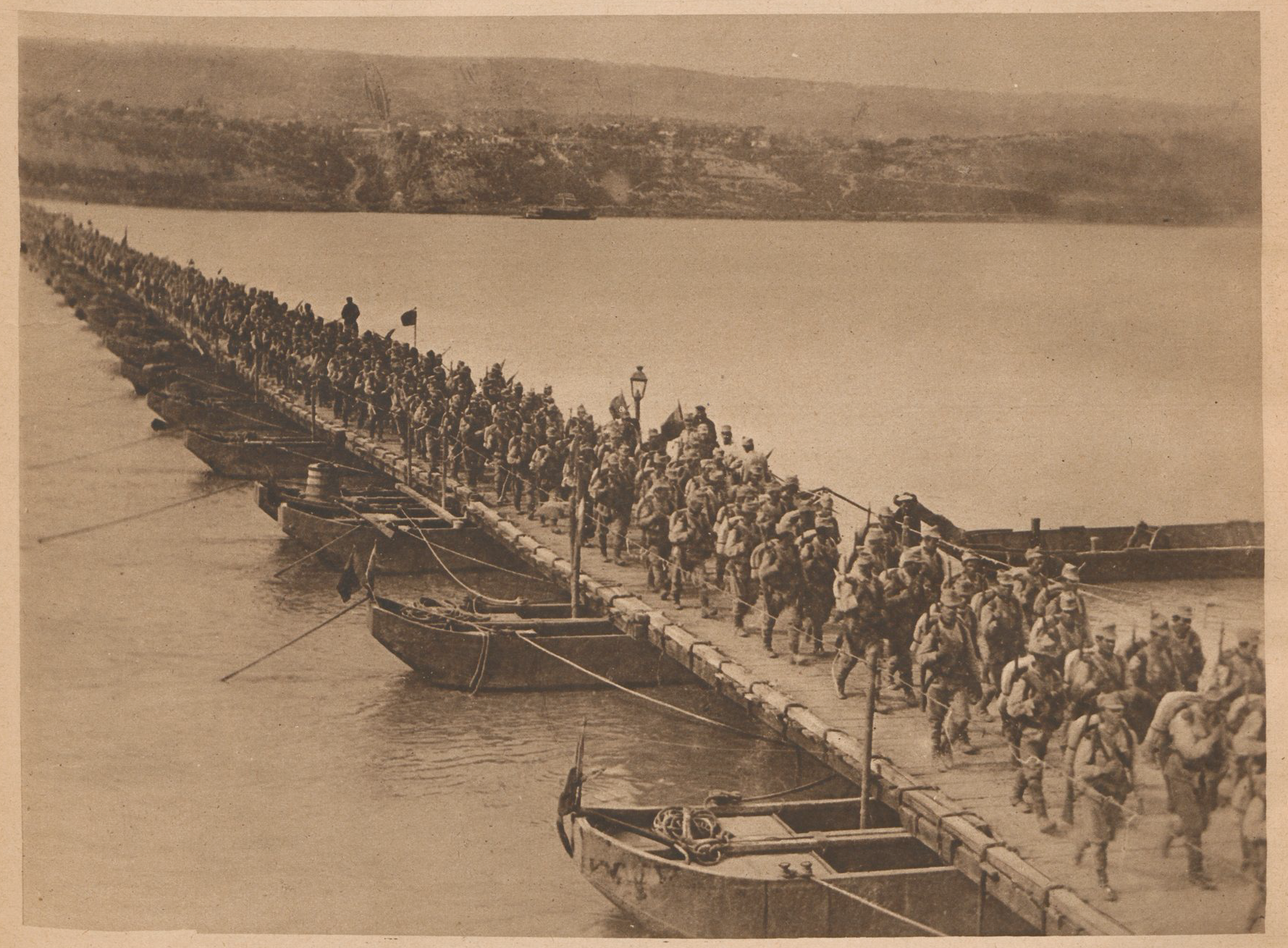
Trupe române trecând Dunărea, pe podul de la Flămânda.

La 1 octombrie, trupele române au forțat Dunărea pe podul de la Flâmânda-Reahovo. Flotila, spre diferență de trupele lui Mackensen – aflate la distanță, constituia o amenințare iminentă, astfel că după ce la ora 10 dimineața o telegramă l-a anunțat pe Karl Lucich, comandantul flotilei aflat la Belene, despre traversarea de la Reahovo, acesta l-a trimis pe expertul în mine Karl Paulin pe drumul terestru spre localitate, pentru a găsi poziția optimă de unde să lanseze mine plutitoare asupra podului românesc de pontoane. Odată lansate însă, acestea au eșuat pe țărm.
Având ordinul de a distruge podul și de a împiedica întoarcerea unităților românești debarcate pe malul bulgăresc, comandantul Charles Majson a plecat în seara zilei de 1 octombrie cu Grupul III Monitoare, două secțiuni de vase de patrulare, o escadră de minare și vasul armat Weichsel. Vedetele de patrulare au plecat la ora 19, iar restul vaselor la ora 21, în ideea că vasele vor sosi la destinație în zori sau în jurul răsăritului. Cele două grupuri urmau să se întâlnească la Lelek, la ora 2 dimineața.

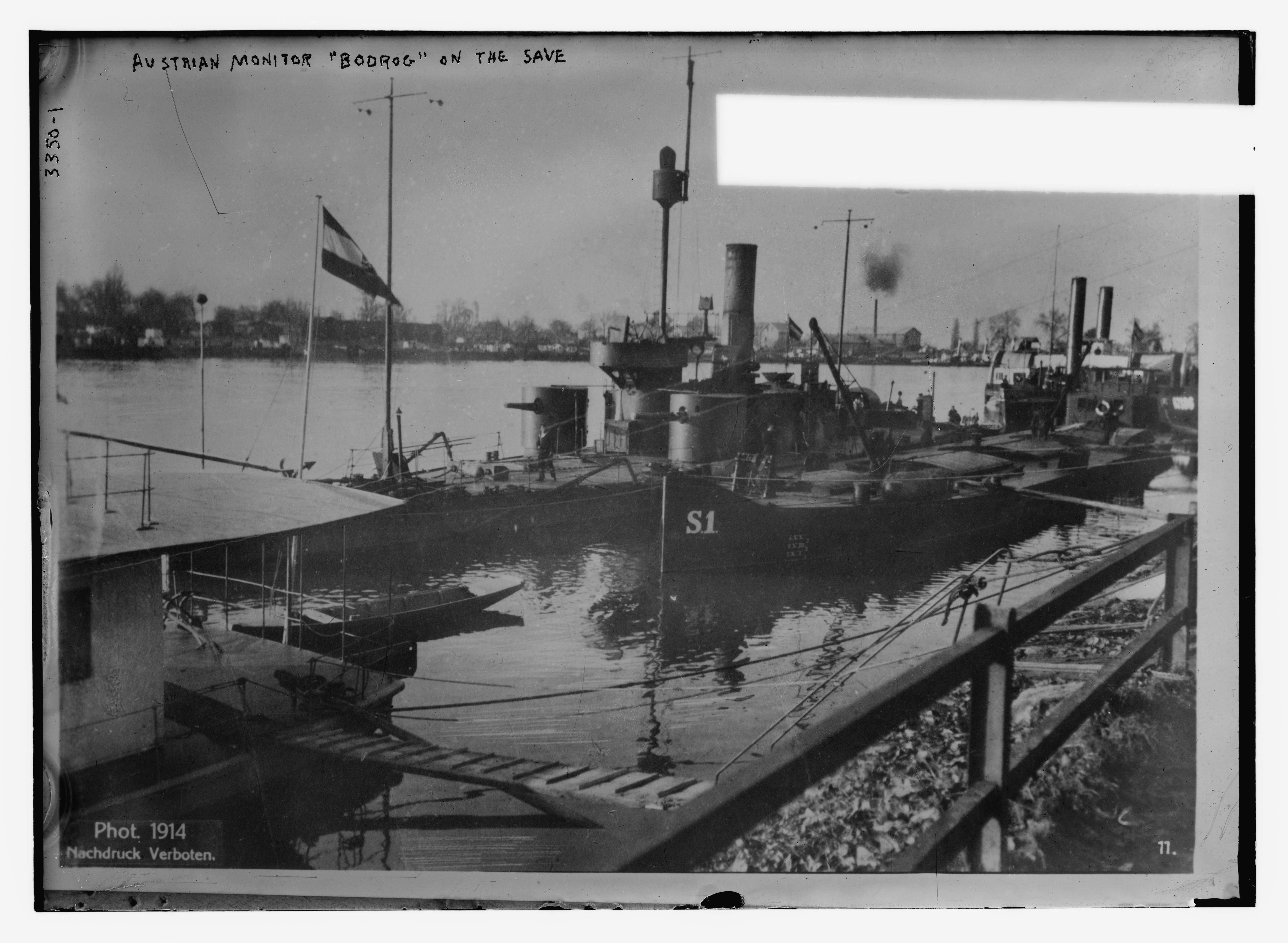
SMS Bodrog din Grupul III Monitoare, aici pe Sava în 1914

Un atac la lumina zilei ar fi presupus, pe lângă posibilitatea ajustării tirului, surmontarea unor dificultăți care făceau problematică apropierea vaselor în timpul nopții. Astfel, era necesară sondarea permanentă a adâncimii, deoarece bancurile și dunele de nisip își schimbau permanent poziția, iar în luna august 1916 navele austro-ungare nu putuseră naviga prin zonă, ca urmare a faptului că adâncimea fluviului era mică în jurul punctului respectiv de traversare. Pe de altă parte, îngustimea fluviului restricționa posibilitățile de manevră precum și numărul vaselor care se puteau apropia mai mult de pod, iar austro-ungarii se temeau de mine și de alte obstacole care, ar fi putut fi amplasate în amonte de acesta.

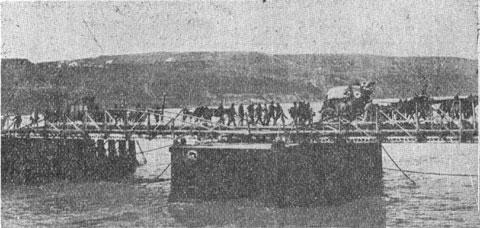
Structura înaltă a podului l-a determinat pe comandantul Grupului III Monitoare, să renunța la tentativa de coliziune cu acesta.

O furtună a încetinit deplasarea monitoarelor, determinându-le să ancoreze în condiții de vizibilitate zero și în același timp, a determinat aruncarea minelor puse de Paulin, pe țărm. De asemenea, a determinat și eșuarea temporară a vasului de patrulare Compó. Deși acesta a reușit să revină pe linia de plutire, a fost, ca efect al daunelor produse, indisponibil pentru luptă un timp.
Furtuna a afectat însă serios și podul, suplimentar determinând creșterea nivelului apei, ceea ce a permis vedetelor austriece Barsch și Visa să treacă peste bariera edificată de români la trei km amonte de pod și să ajungă la ora 8 dimineața, la 200 de m de acesta (întunericul, furtuna și ploaia împiedicaseră posturile românești de pe mal să să observe și să semnaleze ieșirea flotilei). După neutralizarea unei baterii românești amplasate fără nici o acoperire pe mal, vasele s-au apropiat de pod și au deschis focul cu tunurile de 53 mm și cu mitralierele, împrăștiind infanteria română și provocând multe victime. Tragerile cu șrapnele au găurit însă pontoanele, complicând construcția podului. Mișcându-se constant și schimbând direcția, vedetele au evitat proiectilele inamice, totuși o lovitură directă a artileriei române a lovit  prova lui Barsch, scoțând cârma acestuia din funcțiune, omorând trei marinari și rănind alți cinci. Din cauza valurilor mari, vedetele nu au putut lansa mine plutitoare, astfel că după terminarea muniției, s-au retras în jurul orei 9.
Deși românii au încercat să aducă pe cât posibil mai multe tunuri, furtuna a determinat inundarea zonelor joase dintre insulele Lungu și Coreia, ceea ce a făcut dificile manevrele și aprovizionarea cu muniție. Tunurile, mai ales cele grele, nu au mai putut fi repoziționate în amonte, pentru a executa trageri eficiente împotriva monitoarelor. În plus, singurul drum rămas deasupra apei era cel de la Prundu și acesta s-a congestionat până la oprirea completă a traficului, iar odată aduse de pe drum în poziții de tragere, tunurile s-au scufundat treptat în apă și nămol. Doar pozițiile de artilerie, construite înainte de operație, au rămas în parte funcționale.
La 10,30 dimineața au ajuns și monitoarele, fără ca acestea să se poată însă apropia, datorită barierei pasive din amonte și pescajului mai mare al cestora. Sub o ploaie de proiectile dinspre români, ele au început să execute spre pod trageri cu tunurile de 120 mm, de la 3 km distanță, mascate în spatele insulei Tabanu. Realizând că tragerile vaselor sale nu vor putea distruge podul, Masjon s-a gândit să depășească bariera pentru a intra în coliziune cu structura plutitoare, dar faptul că suprafața acesteia era mai înaltă decât puntea navelor lui, l-a făcut să renunțe, deoarece exista o șansă mare ca turelele monitoarelor să se încurce în pod și să prindă vasele în capcană. Canonada a continuat, astfel, vasele oprite lângă insula Tabanu trăgând asupra trupelor române angajate la dreapta Dunării în luptă cu bulgarii, precum și asupra rezervelor de pe malul drept care așteptau să treacă fluviul, timp de cinci ore și jumătate. Deși artileria română a lovit în plin monitoarele, faptul că acestea erau protejate de o cuirasă, le făcea să aibă un grad redus de vulnerabilitate. Bodrog a fost atins de cinci proiectile și s-a retras în spatele insulei Taban pentru a-și repara o turelă blocată, iar Kőrös a continuat să tragă până o lovitură de artilerie venită din partea românilor i-au secționat conductele de abur. Pe moment fără vizibilitate astfel, Kőrös a eșuat temporar pe malul românesc. Cu echipajele epuizate, în momentul în care românii au lansat mine plutitoare, monitoarele s-au retras după-amiaza târziu și au pornit în timpul nopții spre Belene.

#### Atacul Grupurilor I și IV Monitoare
La 2 octombrie 1916, de la Belene au ridicat ancora pentru a se îndrepta spre punctul de trecere al trupelor române Grupurile I și IV Monitoare, sub comanda lui Olaf Richard Wulff. Vasele remorcau barje încărcate cu muniție, cărbuni și petrol, pentru a fi incendiate și a fi lăsate să plutească în derivă spre podul trupelor române.
Deoarece tunurile românești de pe insula Cinghinarele au găurit una dintre barjele cu cărbuni, Grupul I Monitoare a trebuit să se oprească la adăpost de tirul artileriei, pentru a realiza reparațiile necesare, iar Grupul IV Monitoare a așteptat până la căderea nopții pentru a trece de punctul periculos, spre aval, pentru a nu risca să-i fie atinsă de proiectile barja încărcată cu petrol. Aceasta a făcut ca sosirea la Reahovo a celor două grupuri să se facă în dimineața zilei de 3 octombrie, moment în care podul fusese reparat și trupele române erau în plină retragere. Un prim șlep încărcat cu explozibil, lăsat să plutească spre pod pe lângă malul bulgar, a fost scufundat de către artileria română de pe malul opus. Cu toate acestea, de lângă insula Taban, aflată la trei km în amonte, monitorul Szamos și vasul de patrulare Compó au eliberat mine plutitoare care, au produs în jurul orei 11 breșe masive în trei sectoare ale podului. Monitoarele Grupului I, Szamos și Leitha, au început să tragă spre rămășițele acestuia. Canonada a continuat până în noapte zilei de 3 octombrie, împiedicându-i pe români să-l repare și să-și reia retragerea.
Noaptea, Grupul I Monitoare a fost înlocuit de Grupul IV Monitoare. Dragorul Balaton și vasul de patrulare Visa au dat drumul să plutească, spre pod, la două barje parțial inundate pentru a avea un profil jos în apă, încărcate cu explozibil. O oră sau două mai târziu s-au auzit cinci explozii, fără ca austro-ungarii să poată verifica din pricina întunericului, pagubele produse. A doua zi în zori vasele s-au retras spre baza de la Belene, presate de un mesaj radio care afirmase în timpul nopții că monitoarele românești se aflau deja la Turtucaia, navigând în amonte. Informația din mesaj, efect al unei erori de apreciere, a fost corectată de abia în cursul zilei de 4 octombrie, când ea însă își produsese deja efectul.
Deși generalul Averescu a solicitat în 2 octombrie Marinei Române, să intervină în ajutor cu monitoarele proprii, aflate în aval la 150 de km de Reahovo, căpitanul Nicolae Negru s-a opus, astfel că intervenția nu a mai avut loc. De abia la 4 octombrie informația ca monitoarele românești se aflau de fapt la Cernavodă, a parvenit trupelor Puterilor Centrale.

Odată ajunse lângă intrarea în canal, monitoarele austro-ungare au găsit-o blocată de un câmp de mine instalat de români în noaptea de 2 spre 3 octombrie, a cărui dragare era imposibilă dată fiind amenințarea artileriei românești de pe insula Cinghinarele. Ca atare, monitoarele Dublei Monarhii au revenit în aval. Între 4 și 5 octombrie, în zori, cele două grupe de monitoare au capturat din Giurgiu barje încărcate cu benzină, kerosen și cocs, transportându-le Lelek. Acțiunea a fost sprijinită și de vasele de patrulare Visa și Compó, alături Balaton și de deminoarele Bácska și Baja, precum și de vasele bulgare cu aburi Hermann și Fox. Deși acțiunea austro-ungară inițial nu a primit ripostă, ulterior a trebuit să facă față unui foc în creștere de la tunuri și mitraliere de pe malul românesc, astfel că din cele 30 de barje aflate la Giurgiu, doar patru barje au fost capturate. Dintre acestea, două erau cisterne, una era cu cărbune și alta fără încărcătură.
La 5 octombrie, devenise evidentă concluzia ca deminarea canalului Belene de către minele românești, necesară întoarcerii monitoarelor la bază, nu se putea face decât după ocuparea insulei Cinghinarele. În zilele de 7 și 8 octombrie, Grupul II Monitoare, susținut de o baterie de artilerie terestră de 100 mm amplasată pe insula Belene, a atacat amplasamentele de artilerie de pe insula Cinghinarele, iar o forță combinată  de infanterie germană și de geniști austrieci a debarcat pe insulă. Pe data de 8 octombrie, cele șase tunuri românești amplasate aici (4 de calibrul 87 mm și două de calibrul 57 mm) au fost capturate, împreună cu 130 de prizonieri și cu echipamentul aferent. Ca atare, s-a putut face dragarea minelor din canal și cele două grupuri de monitoare au putut reveni la bază.
Articol principal: Lupta de pe insula Cinghinarele
Acțiunea de ocupare a insulei a făcut să se instaleze în săptămânile următoare un calm relativ pe această secțiune de front, întrerupt numai de câteva acțiuni minore.

### Traversarea Dunării de către trupele Puterilor Centrale

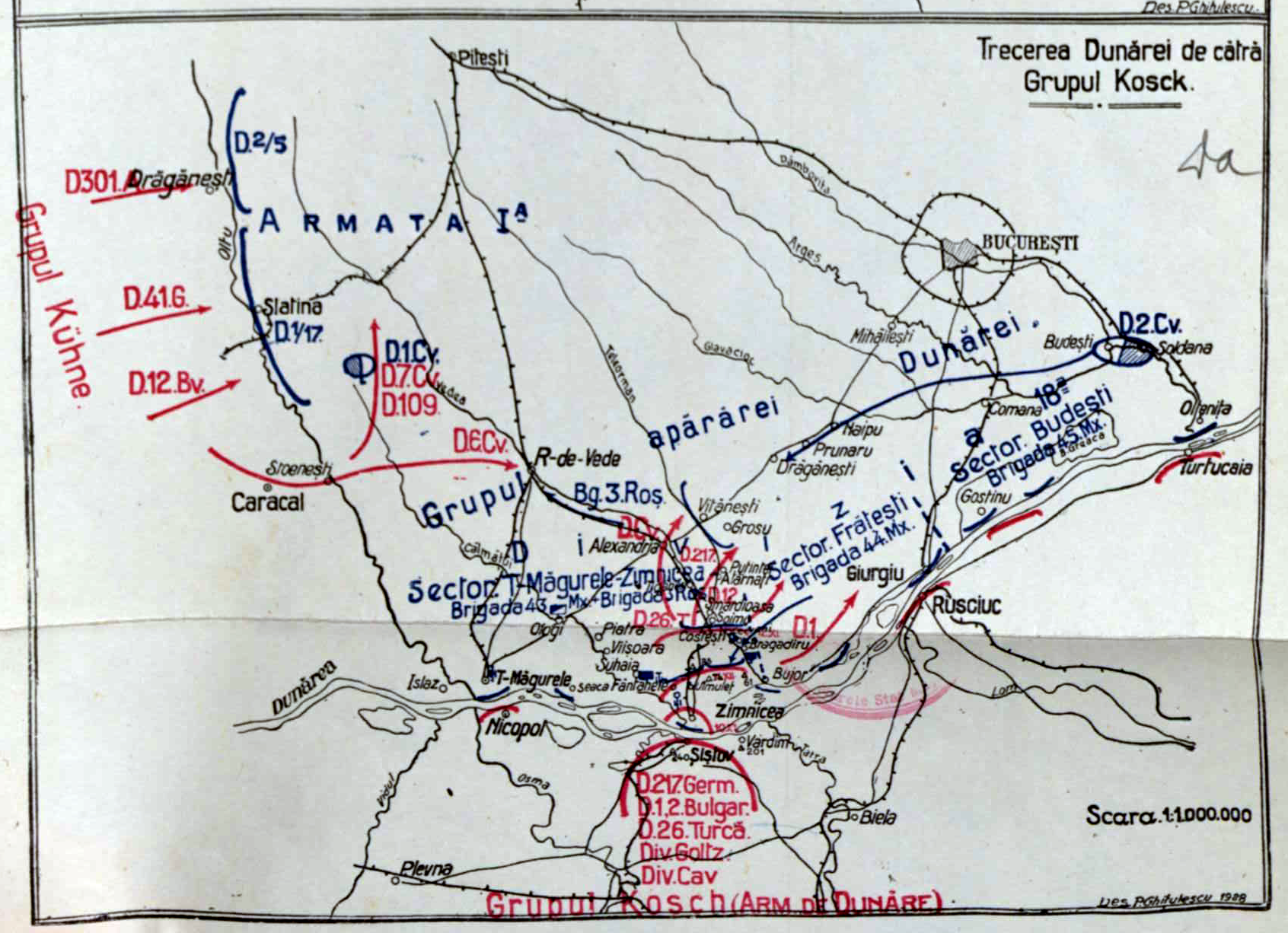
Trecerea Dunării de către trupele Puterilor Centrale

Următoarea perioadă  fost folosită de flotilă pentru a amplasa la Silistra un câmp de mine în perioada 17-27 octombrie, astfel încât să interzică în amonte accesul monitoarelor românești și să protejeze flancul înaintării în Dobrogea. Ulterior, vasele au contribuit la data de 2 noiembrie la ocuparea ostrovului Dinu, de unde românii executau foc de artilerie și s-au duelat cu bateriile de pe malul românesc din dreptul ieșirii vestice din canalul Belene, la 8 noiembrie și cu cele de la Giurgiu, la 13 noiembrie.
În tot acest timp, navele care se aflau lângă Orșova au sprijinit în zonă trupele proprii, pentru a face față românilor. După 19 noiembrie, comanda flotilei a revenit din nou generalului Robert Kosch.

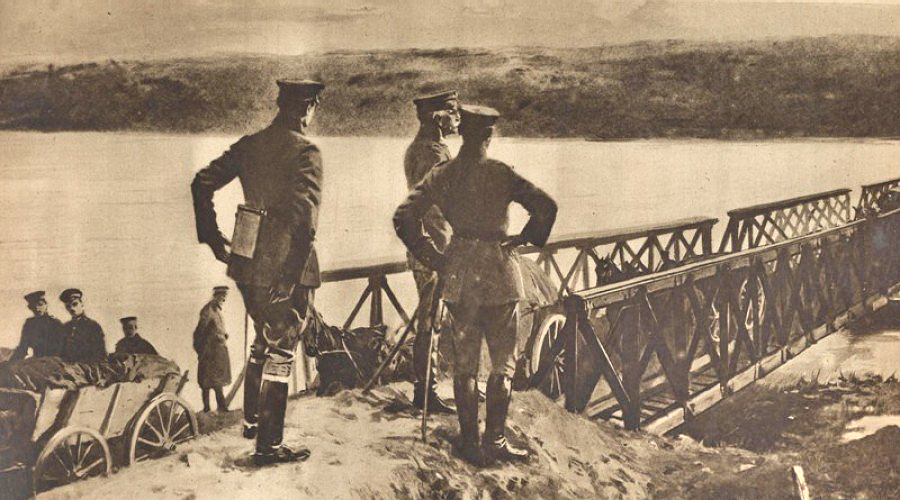
Generalul Mackensen privind trecerea Dunarii de către trupele sale (1916)

Trecerea Dunării pe la Sviștov a reprezentat ultima operațiune importantă ofensivă din timpul Primului Război Mondial, la care a luat parte Flotila austro-ungară de Dunăre. Existența flotilei în proximitatea viitoarei zone de trecerea a făcut ca, aceasta din punctul de sprijin de la Belene să poată acoperi concetrarea, pregătire și coborârea în aval a materialului de trecere, precum și construcția podului, ceea ce a fost un factor important în alegerea punctului prin care urma să se facă traversarea fluviului. La 23 noiembrie trupele Puterilor Centrale au traversat Dunărea pe aici, sub protecția monitoarelor proprii care, au susținut cu tunurile focul artileriei terestre, amplasate pe malul bulgar.
În plan, Temes (II) urma să rămână la  Sviștov pentru a asigura comanda operațiunii navale, împreună cu vasele de patrulare Visa și Barsch, ultimul urmând să fie folosit pentru asigurarea comunicațiilor telegrafice. Asigurarea punctului de trecere de la vest de Sviștov urma să fie realizată de Inn și Maros, de vasul de patrulare Fogas și de steamerele înarmate Helene și Vág. Punctul de trecere de la est urma să fie asigurat de către Enns, Bodrog și Kőrös, alături de vasele de patrulare Compó și Wels. Szamos și Leitha, alături de vasul de patrulare Csuka, urmau să asigure  la Somovit protecția trupelor care trebuiau să atace Islaz.
Deoarece ceața deasă a anihilat acțiunea artileriei germane și a cele de pe monitoare, trecerea a început fără sprijin de artilerie. Enns a acostat până la urmă la cheiul din Zimnicea, marinarii săi asigurând curățarea clădirilor vămii. Acesta a contribuit de asemenea la trecere trupelor de pe insula Bujorescu pe malul stâng și a luat sub protecția sa pontoanele venite din canalul Belene, care se rătăciseră în ceață. Vasul de patrulare Viza a asigurat comunicațiile cu observatorii artileriei, iar vasul de patrulare Barsch, acostat la țărmul românesc, a asigurat comunicațiile telegrafice cu trupele, transmițându-le ordinele și preluând rapoartele acestora. Spre vest, Maros împreună cu  vasul de patrulare Fogas și steamerele înarmate Helene și Vág au patrulat pentru a asigura protecția trecerii împotriva minelor fluviale. Până la ora 17 acestea și-au îndeplinit misiunea, Bodrog și Kőrös, alături de vasele de patrulare Compó și Wels rămânând să asigure aripa estică a înaintării. De asemenea, datorită ceții groase, acțiunea demonstrativă dinspre Islazu a întârziat, Szamos și Leitha, alături de vasul de patrulare Csuka terminându-și treaba de abia a doua zi. Nava spital Kulpa a fost și ea trimisă la Zimnicea, pentru a se ocupa de răniți.
Vasele de patrulare Compó și Wels au fost însărcinate cu apărarea antiaeriană, în timpul și după construcția podului, iar steamerele înarmate Balaton și Helene cu protecția acestuia împotriva minelor fluviale. În noaptea dintre 24 și 25 noiembrie, monitoarele au asigurat cu reflectoarele lor lumina necesară pontonierilor, pentru a-și continua munca.

### Sprijinirea ofensivei din Muntenia și preluarea cursului Dunării

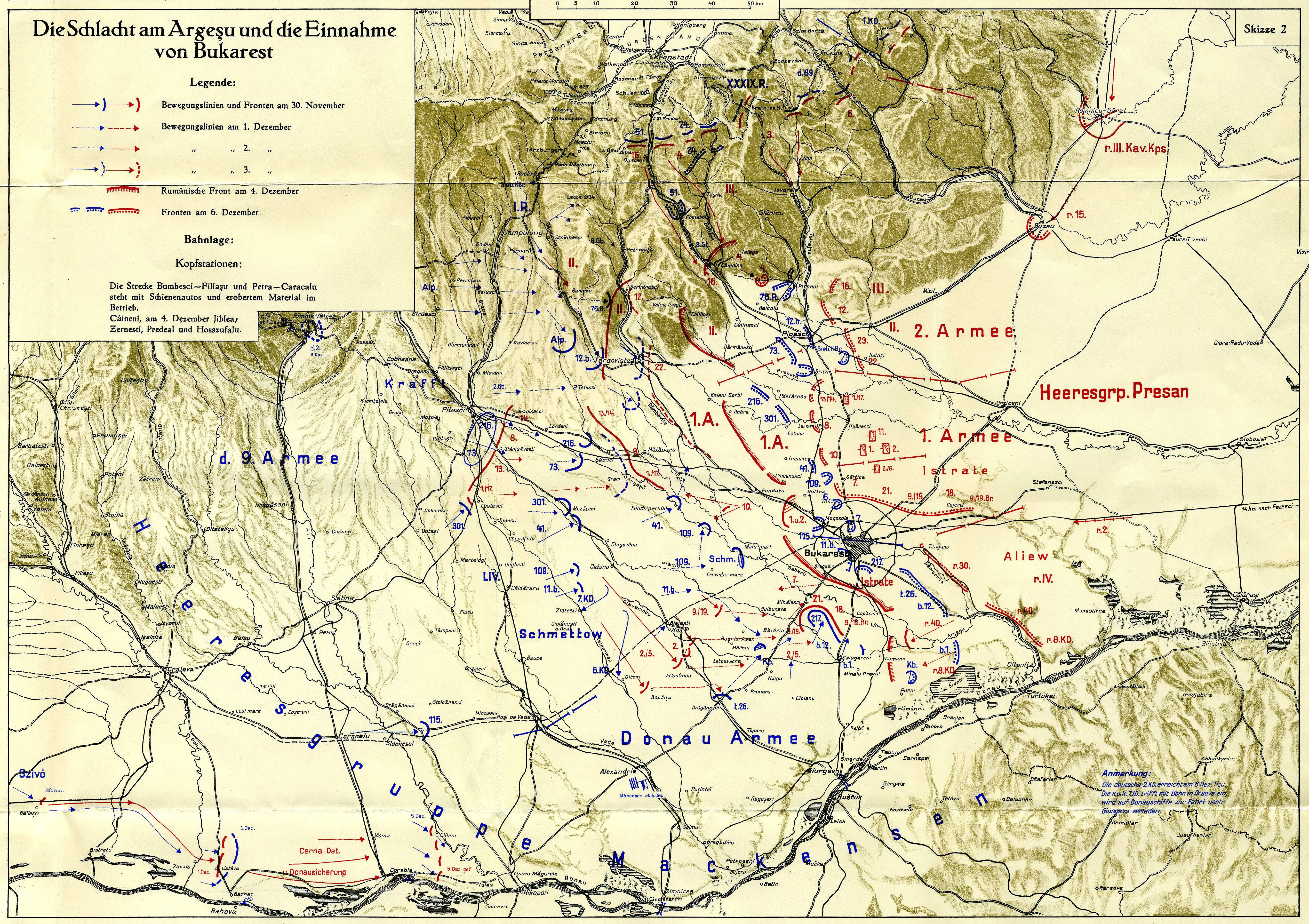
Frontul din Muntenia între 30 noiembrie-6 decembrie 1918

Dată fiind prezența celor două armate ale Puterilor Centrale care operau acum în Câmpia Română, Dunărea a devenit indispensabilă pentru aprovizionarea acestora. Ca atare, malul stâng al fluviului a trebuit să intre în posesia trupelor atacatoare. Aceasta a presupus o acțiune combinată a forțelor terestre și a celor navale, în spatele înaintării din Muntenia, începută la 9/22 noiembrie. Odată Turnu Severin ocupat de către germani la 9/22 noiembrie, inclusiv cu ajutorul artileriei steamerului înarmat Álmos, localitatea a fost atacată de către trupele române ale Grupului Cerna al Diviziei 1 Infanterie la 10/23-11/24 noiembrie, artileria flotilei austro-ungare trebuind să intervină, pentru a ajuta apărarea orașului de către trupele amice. De asemenea, la 27 noiembrie Bodrog și Kőrös au ajutat la cucerirea orașului Giurgiu, iar Szamos și Leitha au susținut avansarea ulterioară a trupelor. 
Succesiv traversării Dunării de către trupele terestre, flotila a trebuit atât să securizeze aripa dreaptă a forțelor  debarcate, la est de Sviștov, cât și să curețe fluviul de mine între Sviștov și Turnu Severin. Astfel, vasele pornite de la Orșova în frunte cu steamerul armat Álmos, împreună cu Grupul I Monitoare și cu dragoarele de mine au eliberat Dunărea de mine, au capturat vasele rusești aflate în retragere de la Corabia și au redobândi vasele capturate de români, din porturi. După întâlnirea vaselor de la Orșova cu cele ale Grupului I Monitoare la 29 noiembrie 1916, primele și-au continuat acțiunea de curățire, în timp ce celelalte au asigurat șantierul naval de la Turnu Severin, devenit indispensabil pentru operațiunile ulterioare ale flotilei.
La 1 decembrie, navele Grupului II Monitoare au ajuns la bariera fluvială de la Kalimok, pentru a sprijini în aripa dreaptă atacul asupra capitalei României. De asemenea, la 4 decembrie au asigurat suport pentru atacarea Flămândei și traversarea Dunării de către trupele bulgare de la Reahovo. De asemenea, la 21 noiembrie/4 decembrie, un detașament al Diviziei 1 Infanterie, aflat în plină retragere, a fost surprins la Corabia de tirurile monitoarelor Enns și Temes (II) aflate în port, care supravegheau încărcarea șlepurilor cu produsele găsite pe plan local.
Tot în aripa dreaptă a înaintării în Muntenia, la 8 decembrie Grupul II Monitoare a bombardat Căscioarele. Între 11 și 30 decembrie, eforturile s-au concentrat pe curățarea de mine a șenalului navigabil al Dunării, între Rusciuc și Oltenița, operațiune executată sub coordonarea Korvettenkapitän Zwierkowski, îndepărtându-se în perioada 13-18 decembrie și bariera fluvială de la Kalimok (pentru această activitate, Zwierkowski a fost decorat cu Ordinul Maria Terezia). A doua zi după înlăturarea barierei, primul vas cu muniții a fost trimis în aval, trupelor situate în aripa dreaptă, iar pe 31 decembrie deminoarele erau deja la Hârșova.
Deoarece s-a îndreptat spre noul port ales pentru iernat: Turnu-Severin, flotila nu a mai luat parte la operațiunile ulterioare de traversare a Dunării de către trupele bulgare și turcești pe la Turtucaia-Oltenița, Silistra-Călărași, Cernavodă-Fetești și Hârșova-Piua-Petrii, desfășurate în primele zile ale lunii ianuarie 1917, dat fiind că acestea au fost nestânjenite de trupele române.

## Securizarea rutei danubiene a produselor din teritoriul românesc ocupat în 1917
| Imagine indisponibilă |  | Imagine indisponibilă |
| Stînga: o grupare de monitoare austro-ungare în zona podului de la Cernavodă. Dreapta: Monitorul Temes II (rebotezat Bosna), la Braila în perioada 1917-1918. |  |                       |

Sarcina militară a navelor austro-ungare, în acest an, a fost reprezentată de protecția navigației pe Dunăre, pentru a fi asigurată transportarea cerealelor și a altor produse din teritoriul românesc ocupat. De asemenea, navele flotilei au continuat să curețe cursul inferior al fluviului de mine și de alte obstacole, contribuind de asemenea la luarea în posesie de către trupele austro-ungare a instalațiilor portuare românești, necesare aprovizionării.
| Imagine indisponibilă |  | Imagine indisponibilă |
| Stînga: epava monitorului Inn la locul de scufundare, în 1917. Dreapta: mornmântul din Zentralfriedhof al K.u.K. Korvettenkapitän Max Ritter von Förster, ucis de explozia minei care a scufundat monitorul Inn. |  |                       |

În același an, a reintrat în luna aprilie în serviciu monitorul Temes (I), ranfluat cu un an înainte în luna iunie și recondiționat, între timp. Ca efect, monitorul Temes (II) a fost redenumit în mai 1917 Bosna. De asemenea, în luna martie 1917 Patrouillenboot Stör a fost transferat flotilei din Marea Adriatică, unde a servit ca Panzer Motorboot 1, aceealași traseu avându-o și Patrouillenboot Lachs, care a servit ca Panzer Motorboot 2.
Pentru o gestionare uniformă a transporturilor, Dunărea a fost împărțită în 5 secțiuni, coordonate fiecare de la un sediu central:
- I: Gönyű – Moldova Veche (care includea și afluenții Dunării Drava și Sava), cu sediul central mai întâi la Subotica și apoi la Budapesta.
- II: Moldova-Veche – Turnu-Severin, cu sediul central la Orșova.
- III: Turnu-Severin – Cernavodă, cu sediul central la Rusciuc
- IV: Regensburg-Gönyű, cu sediul central la Viena.
- V: Cernavodă – estuarul Dunării, cu sediul central la Brăila.

În cea mai mare parte a sa, flotila a staționat la Brăila. Deoarece operațiunile terestre se desfășurau în areale îndepărtate, navele nu au putut participa direct la confruntări. Cu toate acestea s-au desfășurat constant exerciții de luptă și a fost asigurată cu ajutorul artileriei lor, apărarea antiaeriană. La 21 septembrie 1917, la kilometru 170, situat în amonte de Brăila, Inn a fost scufundat de o mină, în explozie pierind și Korvettenkapitän Max Ritter von Förster, comandant al flotilei la acel moment. Vasul a fost ranfluat după câteva săptămâni și la începutul lunii decembrie, a fost remorcat până la șantierul naval de la Óbuda (Budapesta), unde reparațiile au durat până în luna mai 1918. Un duel de artilerie la care flotila a contribuit a avut totuși loc în luna octombrie 1917, când trupele române au tras cu tunurile de la Galați, în Brăila. Nu a existat însă în toată această perioadă vreun angajament direct, cu marina fluvială română.
Pe de altă parte, atât dragoarele cât și puitoarele de mine au avut constant de lucru, fie asigurând siguranța navigației, fie instalând baraje de mine (la est de Brăila și la vest de Hârșova), sau lansând mine plutitoare în aval, pentru a afecta navigația adversarilor.

## Securizarea rutei marine și danubiene a cerealelor ucrainene în 1918
| Imagine indisponibilă                                     |  | Imagine indisponibilă |
| Vas al Flotilei austro-ungare de Dunăre, în portul Odesa. |  |                       |

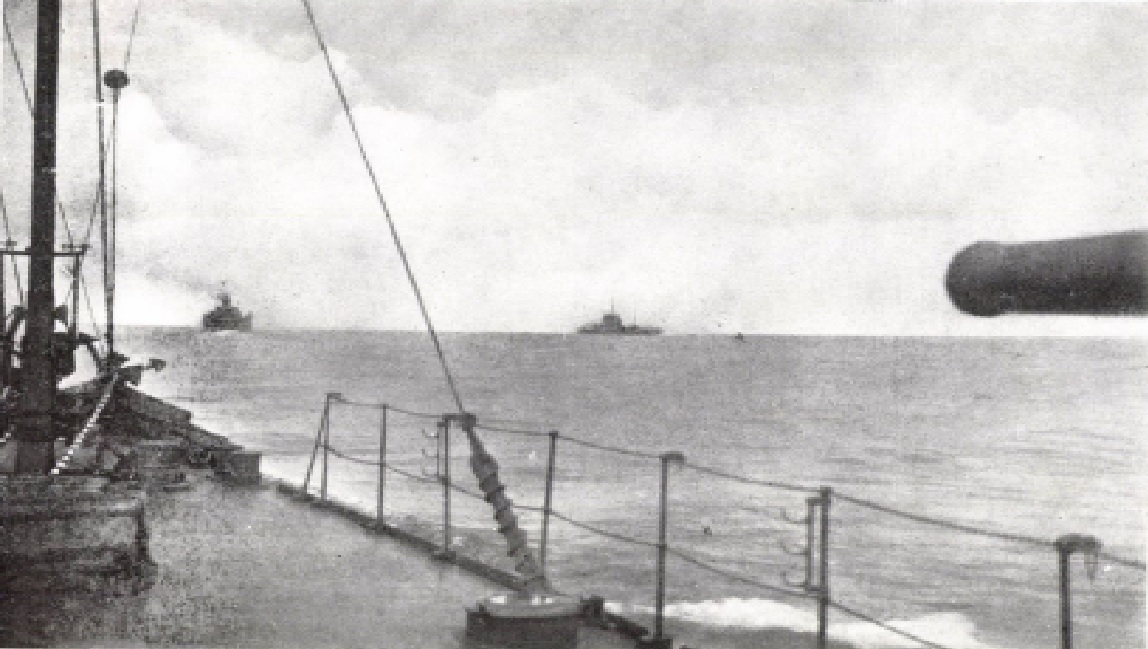
Flottenabteilung Wulff pe Marea Neagră, lângă Cetatea Albă, în 1918.

Pacea de la București din 7 mai 1918 a deschis navelor drumul spre Marea Neagră. În timp ce marina fluvială română a fost demobilizată la Galați, flotila austro-ungară a staționat la Sulina, sub comanda contraamiralului Viktor Wickerhauser.
În timp ce datorită înfrângerii Rusiei, trupele Puterilor Centrale puteau fi transferate pe Frontul de Vest și Frontul din Italia, rolul navelor militare fluviale ale Dublei Monarhii a crescut semnificativ, pe fondul blocadei susținute de Antantă în Marea Nordului și Marea Adriatică, blocadă care afecta aprovizionarea Imperiilor Centrale. Dat fiind însă faptul că ocuparea României deschisese calea de transport a Dunării, pentru dirijarea recoltei din zona ocupată spre Germania și Austro-Ungaria și monitoarele flotilei jucaseră un rol important în asigurarea acestei căi de comunicație, Puterile Centrale au decis să repete acest succes în 1918, cu recolta din Ucraina, fiind așadar necesar ca navele să exercite rolul de a securiza rutele vaselor cu cereale din Ucraina, atât în Marea Neagră cât și pe apele interioare ucrainene care se vărsau în aceasta.
Deși aveau un bord jos, ceea ce le făcea improprii pentru navigația maritimă, în primăvara anului 1918 o grupare de monitoare și nave de recunoaștere a traversat Marea Neagră, pentru a oferi trupelor care înaintau suport de artilerie, plecând spre Odesa la 8 aprilie 1918. Sub comanda Flottenkapitän⁠(en)[traduceți] Olaf Richard Wulff, Flottenabteilung Wulff – formată din monitoarele Bodrog, Körös, Szamos, Bosna (Temes II), vasele de patrulare Barsch și Wels, un vas cu aburi înarmat și un remorcher, a asigurat astfel apărarea coastei și a navigației în nord-estul Mării Negre, începând cu luna aprilie 1918, precum și pe râurile Nistru și Bug și pe fluviul Nipru până la Zaporijjea. Marinarii flotilei au luat de asemenea parte la acțiuni de dezarmare a populației și de reprimare a mișcărilor revoluționare, la Odesa și Nikolaev. Fără a fi legate astfel de Odesa, unitățile navale respective au executat misiuni în conformitate cu cerințele momentului.
Prăbușirea frontului bulgar la sfârșitul lunii septembrie 1918, posibilitatea reintrării României în război, precum și a apariției unui alt front la granița de sud a Imperiului au pus problema retragerii trupelor austro-ungarea din Ucraina. Pentru ca flotila să nu fie prinsă în capcană în Marea Neagră, cu calea de comunicație fluvială spre Austro-Ungaria tăiată de trupele Antantei care, ar fi urmat să înainteze în zonă, în prima parte a lunii septembrie 1918 vasele au fost astfel retrase din porturile ucrainene, revenind la Brăila la 12 septembrie.

## Sfârșitul flotilei

### Ultimele zile ale războiului
Cu toate că descompunerea pe plan intern a Imperiului Austro-Ungar a avut un impact major asupra Marinei Imperiale Austro-Ungare, Flotila de Dunăre și-a menținut, alături de submarine, pregătirea de luptă și a luptat până la sfârșitul războiului.

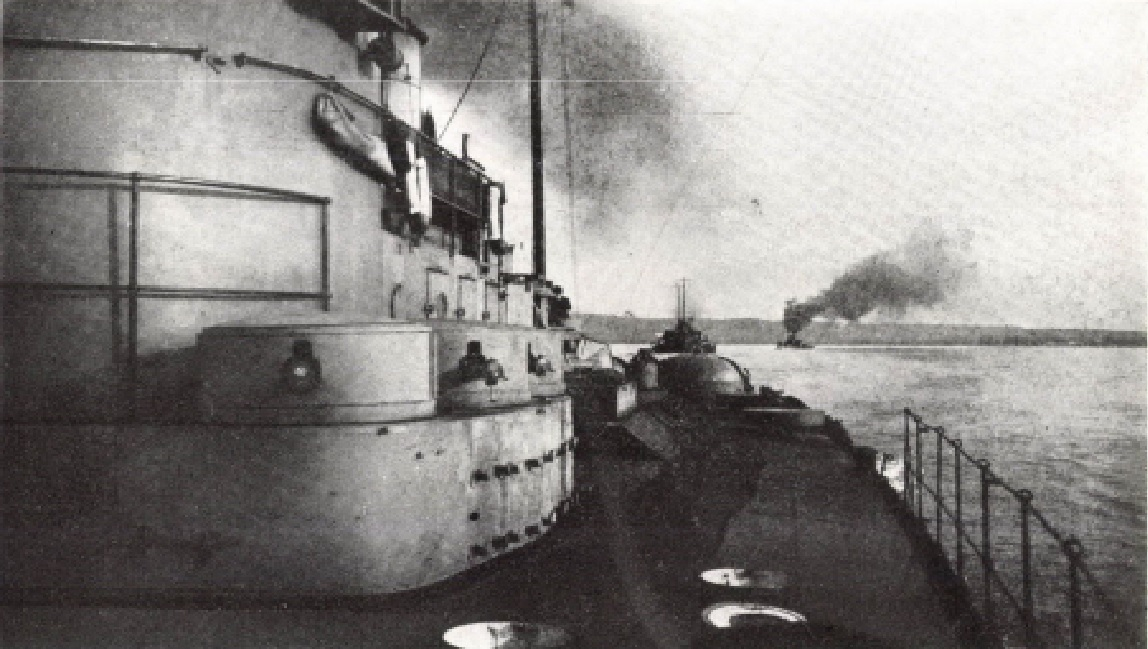
Monitoarele, la revenirea din România.

După ieșirea din război a Bulgariei, flotila a asigurat în luna octombrie 1918 sub comanda linienschiffskapitän Ratković la Sulina, Reni, Brăila, Giurgiu, Zimnicea, Corabia, Lom-Palanka și Calafat, retragea trupelor germane din Bulgaria. De asemenea, a asigurat și retragerea celor austro-ungare din teritoriul albanez și sârb. Pe de altă parte, retrăgându-se treptat pe Dunăre în amonte, flotila a trebuit să instaleze baraje de mine pe cursul fluviului la Brăila și la nivelul canalului Belene, pentru a îngreuna avansul vaselor Antantei.
Retragerea s-a derulat nestânjenită de trupele Antantei care avansau din sud, până la 22 octombrie, când Sava, alături de vasul de patrulare Barsch și de steamerul înarmat Una au angajat un duel de artilerie la Lom-Palanka și Vidin, cu baterii franceze, alăturându-li-se ulterior celei mai mari părți navelor flotilei, la Turnu-Severin. De aici navele s-au retras spre Novi Sad.
În contextul procesului de disoluție a Dublei Monarhii, la data de 30 octombrie 1918, flotila a fost cedată Regatului Ungar. La 31 octombrie 1918, în timp ce se retrăgea din zona balcanică, Bodrog a eșuat într-un banc de nisip situat lângă Višnjica, pe malul ungar și a trebuit abandonat, deoarece nu numai timpul avut la dispoziție nu a permis salvarea lui, ci și tirul bateriilor sârbe a împiedicat-o.
Ultimele lupte, navele flotilei le-au angajat în dreptul Belgradului la 2 noiembrie, iar ultimul vas sosit la Novi Sad a fost vasul de patrulare Wels. De aici navele au continuat să avanseze în amonte, la Novi Sad și Vukovar flotila fiind părăsită de militarii de origine slavă sudică, împreună cu linienschiffskapitän Ratković, care a predat comanda lui Olaf Wullf la 4 noiembrie. La 6 noiembrie navele au ajuns la Budapesta sub comanda korvettenkapitän Wulff, spre a intra în proprietatea noului statul ungar, pentru o scurtă perioadă. Aici, restul personalului militar care nu aparținea de Ungaria a părăsit navele, îndreptându-se spre locurile de baștină, fiind înlocuit cu personal ungar revenit din Marea Adriatică.
Prin Articolul 5 al Convenției Militare de la Belgrad din 13 noiembrie 1918, navele ungare și echipajele lor – utilizate în mod obișnuit în serviciul teritoriilor ocupate de Aliați, trebuiau să rămână în serviciu, însă șase dintre monitoare urmau fie predate Aliaților imediat la Belgrad, iar restul Flotilei Dunării trebuie să se strângă pentru a fi dezarmată într-unul din porturile dunărene – care trebuia să fie desemnat de către comandantul șef aliat. Datorită stării precare a monitoarelor mai vechi, reprezentanții Aliaților au modificat condițiile, urmând să fie predate doar cinci monitoare, împreună cu două vase de patrulare, astfel că, la 13 decembrie personal naval al Marinei Britanice a operat transferul monitoarelor la Belgrad. Două nave de patrulare le-au urmat la 20 decembrie, întârzierea fiind provocată de unele dispute.

### Dezintegrarea postbelică a flotilei
În 1919, în timpul în care a fost în serviciul Ungariei, Leitha a fost redenumit Lajta. Între 24 și 27 iunie 1919, monitoarele Lajta și Maros, alături de vasele de patrulare Pozsony, Csuka și Komárom au fost implicate într-o rebeliune eșuată, a militarilor împotriva conducătorilor Republicii Sovietice Ungare. Vasele implicate în așa numita  „Revoltă a Monitoarelor” au fost confiscate de englezi și sârbi la Baja. Restul navelor de război dunărene au fost remorcate la Novi Sad, la 18 noiembrie 1919.
Negocieri dure au avut loc la Viena între Regatul Sârbilor, Croaților și Slovenilor (a cărui intenție a fost să păstreze toate monitoarele) și Regatul României, privind soarta vaselor aflate în cauză. Deși a încercat să obțină o parte din acestea, Cehoslovacia nu a avut succes. Decizia finală a fost luată de Naval Allied Commission for Disposal of Enemy Vessels (NACDEV) în vara 1920. Conform termenilor tratatelor de pace de la Saint-Germain-en-Laye din septembrie 1919 și de la Trianon din iunie 1920, navele flotilei au fost predate principalilor Aliați și puterilor asociate acestora. Ca efect, următoarele monitoare au fost atribuite Regatului Sârbilor, Croaților și Slovenilor (navele fiind predate efectiv în 1920):
- Körös, redenumit Morava.[102]
- Bodrog,[103] redenumit Sava.[104]
- Enns,[103] redenumit Drava.[102]
- Temes II (Bosna),[103] redenumit Vardar[102]

De asemenea, următoarele trei monitoare au fost predate României:
- Temes I, redenumit Ardeal[105]
- Inn, redenumit Basarabia.[106]
- Sava, redenumit Bucovina.[107]

Cele trei monitoare rămase au fost dezarmate și vândute unor firme civile,  Szamos fiind demontat și folosit ca macara ponton. Maros a fost casat  în 1921 și ulterior dezmembrat, în timp ce Lajta (ex. Leitha) a continuat să funcționeze, redenumit și reprofilat, în serviciul marinei comerciale. Ungariei și Austriei i-au revenit fiecărei câte patru vase de patrulare, două dintre acestea fiind ulterior vândute de către Austria, Ungariei. Cehoslovacia nu a reușit să obțină nici unul dintre vasele de patrulare. Spre diferență de navele Flotilei de Dunăre, cea mai mare parte a navelor militare austro-ungare a fost trimisă la casare în anii 1920, un rol parțial în aceast act revenind Italiei.

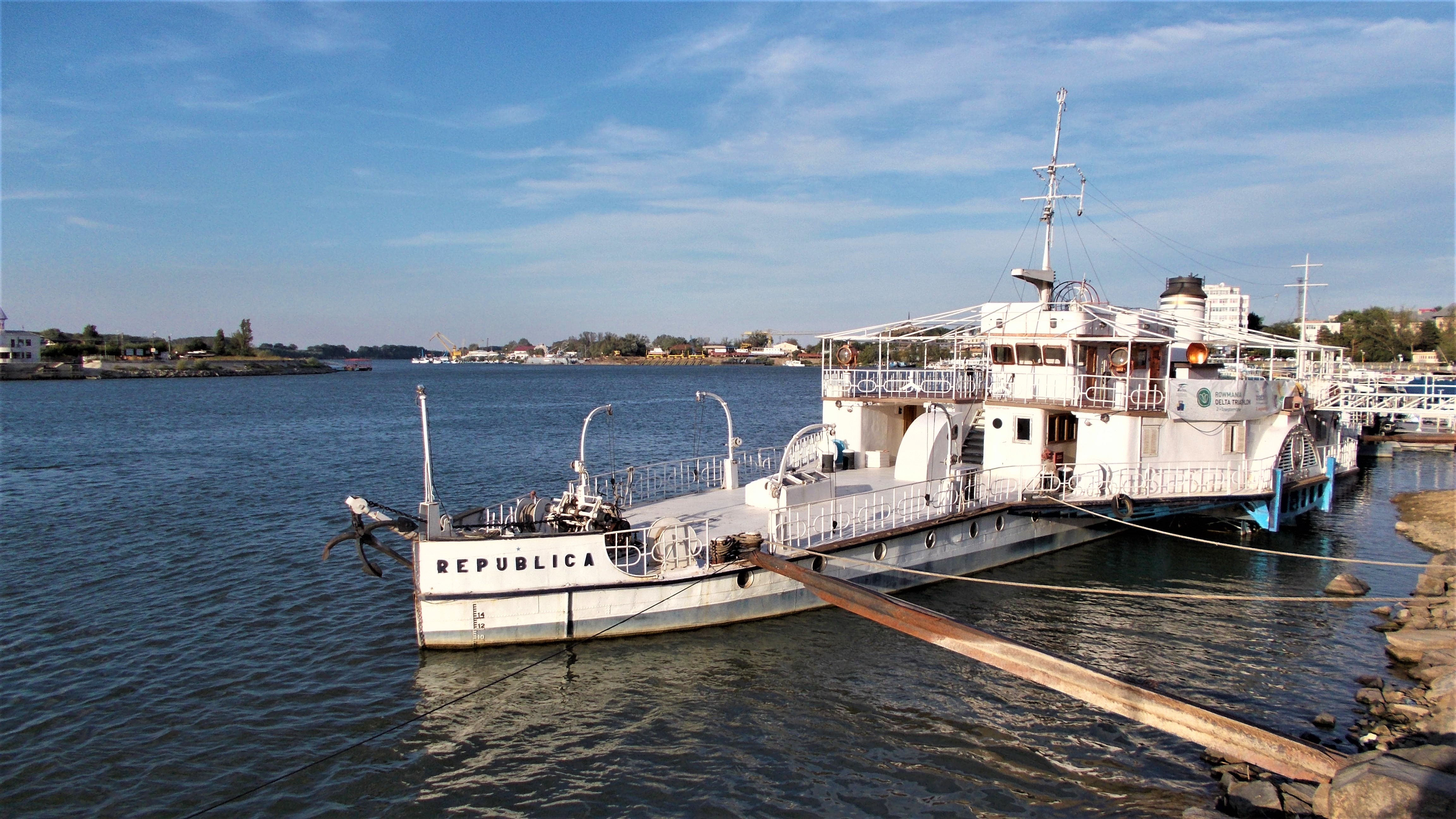
Armierte Dampfer Csobánc, rebotezat ulterior Republica, ancorat la Tulcea în 2017.

Fostele vase de război dunărene austro-ungare au fost păstrate de către Ungaria în serviciu, până în 1945, în timp ce România și Iugoslavia le-au păstrat în serviciu până la începutul anilor 1960. După ce a fost identificat în cursul anilor 1970 și conservat,, în anii 2000 Leitha a fost restaurat în Ungaria, fiind expus ca vas muzeu, începând cu anul 2010 la Budapesta. O soartă similară a avut-o Bodrog (redenumit de iugoslavi Sava), acesta fiind restaurat în anii 2010 și expus la Belgrad, din anul 2019. Cele două nave sunt în prezent, cele mai remarcabile memoriale ale fostei Marine Austro-Ungare.
În 2018, mai supraviețuia încă la Belgrad, așteptând restaurarea, fostul steamer înarmat Una. Armierte Dampfer Csobánc supraviețuiește și astăzi la Tulcea, rebotezat după Marele Război și după preluarea de către România, în Republica. Atât în timpul celui de-Al Doilea Război Mondial, cât și ulterior, a servit drept navă de comandament a Marinei Militare Române, fiind cedată temporar sovieticilior până în 1951. A fost inclusă în circuitul civil în 2003, fiind clasată în Patrimoniul Național în anul 2008.

## Bibliografie

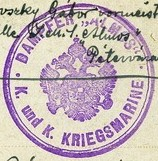
Ștampila K.u.K. Armierte Dampfer Álmos